# Tréméoc
Tréméoc [tʁemeɔk] est une commune du département du Finistère, dans la région Bretagne, en France.

## Géographie

### Description de la commune

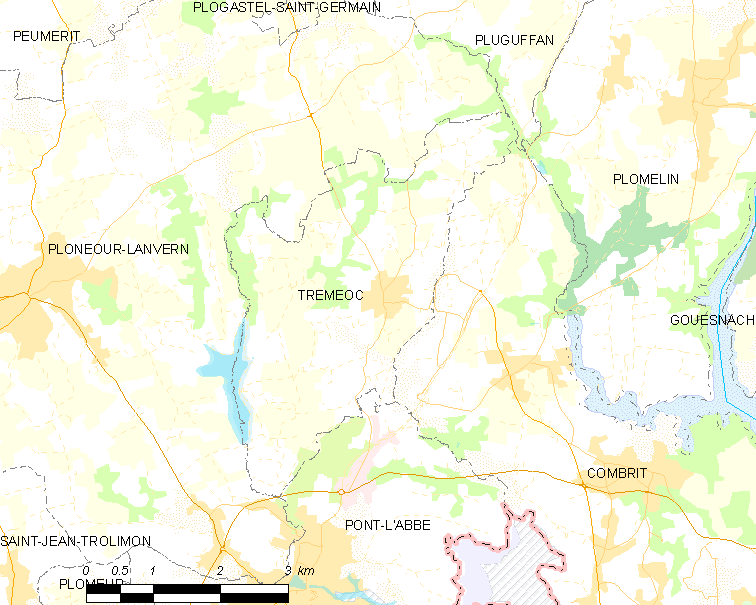
Carte de la commune de Tréméoc.

Tréméoc est une commune de Cornouaille et du Pays bigouden située au sud-ouest de Quimper et juste au nord de Pont-l'Abbé ; commune non littorale, elle est toutefois à faible distance de l'Océan Atlantique.
Limitée à l'ouest par la Rivière de Pont-l'Abbé (y compris le plan d'eau du Moulin Neuf qu'elle partage avec sa voisine Plonéour-Lanvern et au sud-est par le ruisseau de Pont ar Veun, son petit affluent de rive gauche qui la sépare de la parie nord du territoire de Pont-l'Abbé, la commune est à l'est et au nord-est séparée de sa voisine Combrit par le ruisseau du Pouldon dont un petit affluent de rive droite traverse, coulant du nord vers le sud comme les autres cours d'eau précités, la partie centrale du territoire communal.
| Plonéour-Lanvern | Plonéour-Lanvern | Pluguffan |
| Plonéour-Lanvern | Tréméoc          | Combrit   |
| Plonéour-Lanvern | Pont-l'Abbé      |           |

Le finage de Tréméoc forme un plateau incliné vers le sud, les altitudes les plus hautes se rencontrent dans la partie nord-est (62 mètres à la chapelle Saint-Sébastien et 61 mètres près de Penneach) et s'abaissant jusqu'à 6 mètres à l'extrême sud, au niveau de la confluence entre la Rivière de Pont-l'Abbé et le ruisseau de Pont ar Yen. Le bourg, décalé vers l'est au sein du territoire communal, est vers 40 mètres d'altitude. Les pentes sont faibles, seule la vallée de la partie amont de la Rivière de Pont-l'Abbé présente un versant d'une vingtaine de mètres de dénivelé entre le Moulin du Fao, où ce cours d'eau entre sur le territoire communal, et le Plan d'eau du Moulin Neuf.

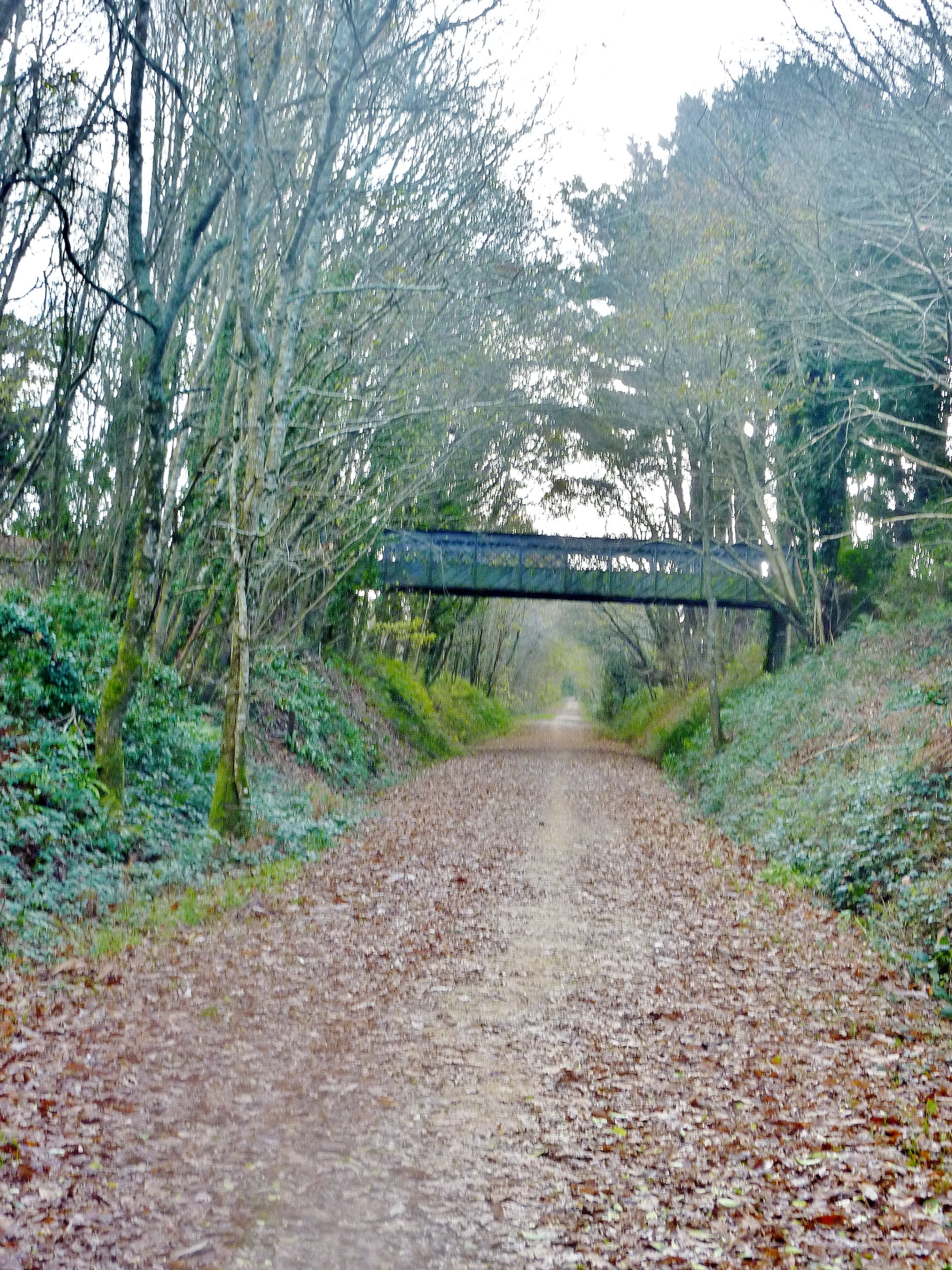
L'ancienne voie ferrée Quimper-Pont-l'Abbé reconvertie en voie verte.

Tréméoc présente un paysage agraire de bocage avec un habitat dispersé en écarts formés de hameaux et de fermes isolées. Le bourg était traditionnellement de très modeste importance, mais a grossi depuis la décennie 1980 avec l'implantation de lotissements au nord et à l'ouest du bourg traditionnel. Les parties rurales ont échappé pour l'essentiel à la rurbanisation sauf en quelques endroits, notamment dans l'extrême sud, entre Squividan et Pen Enez, en raison du voisinage de Pont-l'Abbé, ou encore aux alentours de Kerguillec (au sud du bourg) et de Ty Guip (an nord-est du bourg).
La commune est à l'écart des grands axes de circulation, même si la voie rapide dite "Transbigoudène" (D 785, ancienne Route nationale 785) passe non loin à l'est sur le territoire de Combrit (plusieurs échangeurs, notamment celui de Ty Robin, desservent Tréméoc), seule une modeste route départementale (la D 240) traversant Tréméoc. L'ancienne voie ferrée allant de Quimper à Pont-l'Abbé a été convertie en voie verte (GR de Pays Tour du Sud du Pays bigouden) entre Pont-l'Abbé et Pluguffan.

### La Rivière de Pont-l'Abbé et le plan d'eau du Moulin Neuf
La Rivière de Pont-l'Abbé prend sa source près de Kerfioret, à la limite communale entre Landudec et Plogastel-Saint-Germain, passant à l'ouest-sud-ouest du bourg de cette dernière commune. Son bassin versant a une superficie totale de 135 km2. Coulant initialement en direction du sud-est, elle s'oriente ensuite plein sud, passant entre Peumerit et Plonéour-Lanvern à l'ouest et Tréméoc à l'est. Son cours (son débit moyen, mesuré à Trémillec, est alors de 504 litres d'eau par seconde) est alors barré par une digue (le barrage en béton, construit en 1976-1977, est d'une longueur de 140 mètres et est haut de 6,8 mètres) qui donne naissance à un étang, le « Plan d'eau du Moulin Neuf », alimenté aussi par les ruisseaux de Lanvern (dont le débit moyen, mesuré à Ty-Poës, est de 165 litres d'eau par seconde) ; ce plan d'eau, géré par la Communauté de communes du Pays Bigouden Sud, a une superficie de 55 ha et est situé à 13 mètres d'altitude ; il a une capacité de stockage d'un million de m3 d'eau et sert de réservoir d'eau potable pour une bonne partie du Pays Bigouden ; la prise d'eau de Pen Enez alimente l'usine de traitement de l'eau de Bringall.
Ce plan d'eau, peu profond, connaît fréquemment l'été des problèmes d'eutrophisation qui entraînent le développement d'algues qui donnent à l'eau une couleur verte (ce ne sont pas des "algues vertes") et la prolifération de cyanobactéries. La fermeture de la pisciculture de Moulin-Callac (en Plonéour-Lanvern) en 1996 et l'achat des terrains entourant la prise d'eau de Pen Enez par la Communauté de communes du Pays Bigouden Sud contribuent à assurer une qualité correcte de l'eau potable fournie par l'usine de Bringall.
En aval de ce plan d'eau le petit fleuve côtier reprend un cours en direction du sud-est jusqu'à Pont-l'Abbé. Par le passé, de nombreux moulins se sont établis le long de son cours. Parmi eux, d'amont vers l'aval, le Moulin de Quiliou (le Moulin de Hilguy est situé sur un affluent) en Plogastel-Saint-Germain, le Moulin Trévan et le Moulin Neuf en Peumerit (le Moulin Troyon est situé sur un affluent), le Moulin Maréguez (lui aussi en Plogastel-Saint-Germain), le Moulin de Callac, le Moulin du Fao, le Moulin de Trémillec et le Moulin Neuf ainsi que, situés sur les ruisseaux de Lanvern, les moulins de Lanvern et de Kerbénoc'h en Plonéour-Lanvern, le moulin Hascoet (situé sur un affluent) en Pont-l'Abbé.

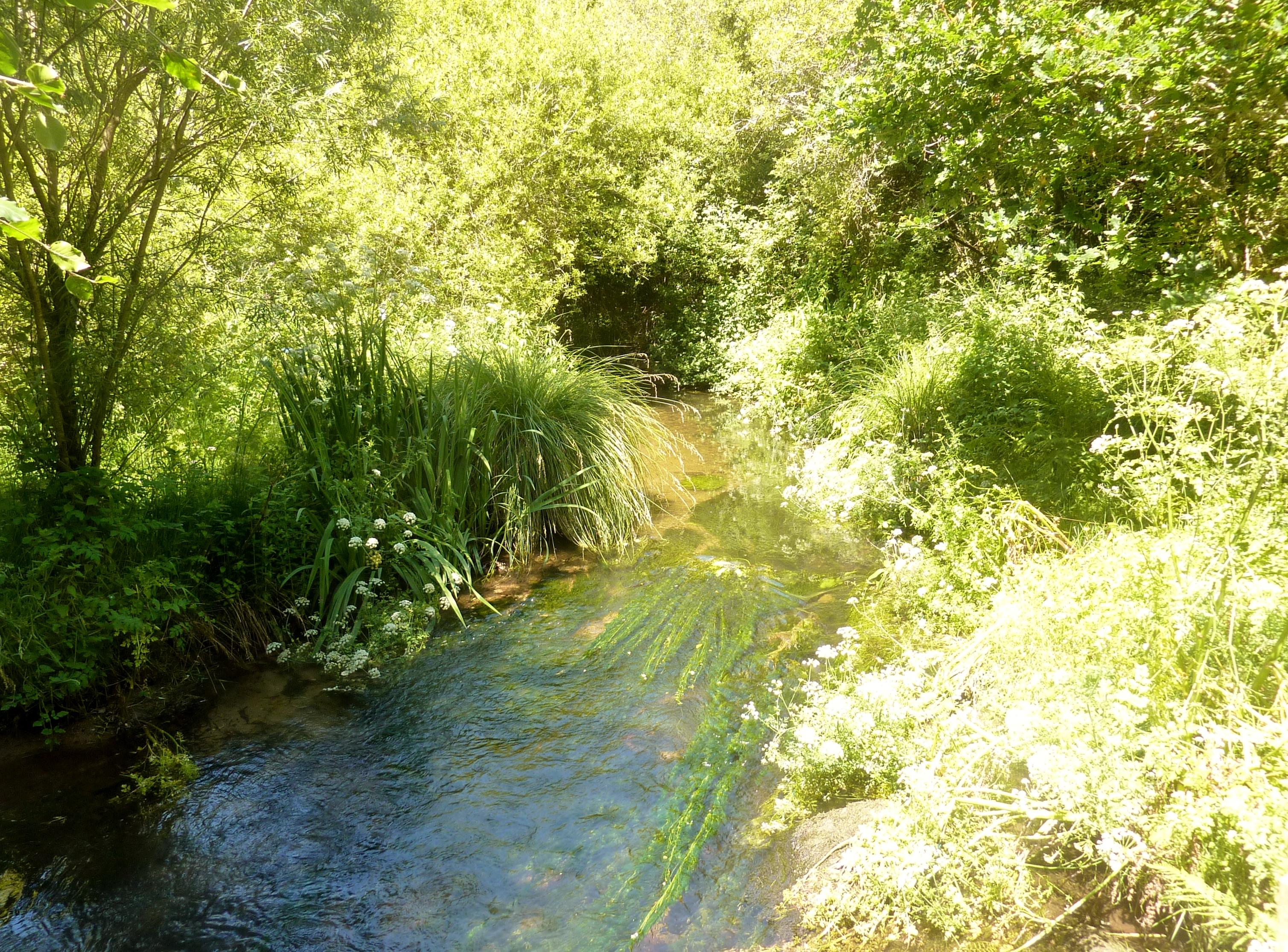
La Rivière de Pont-l'Abbé en amont de l'étang du Moulin Neuf (limite communale entre Tréméoc et Plonéour-Lanvern) 1.
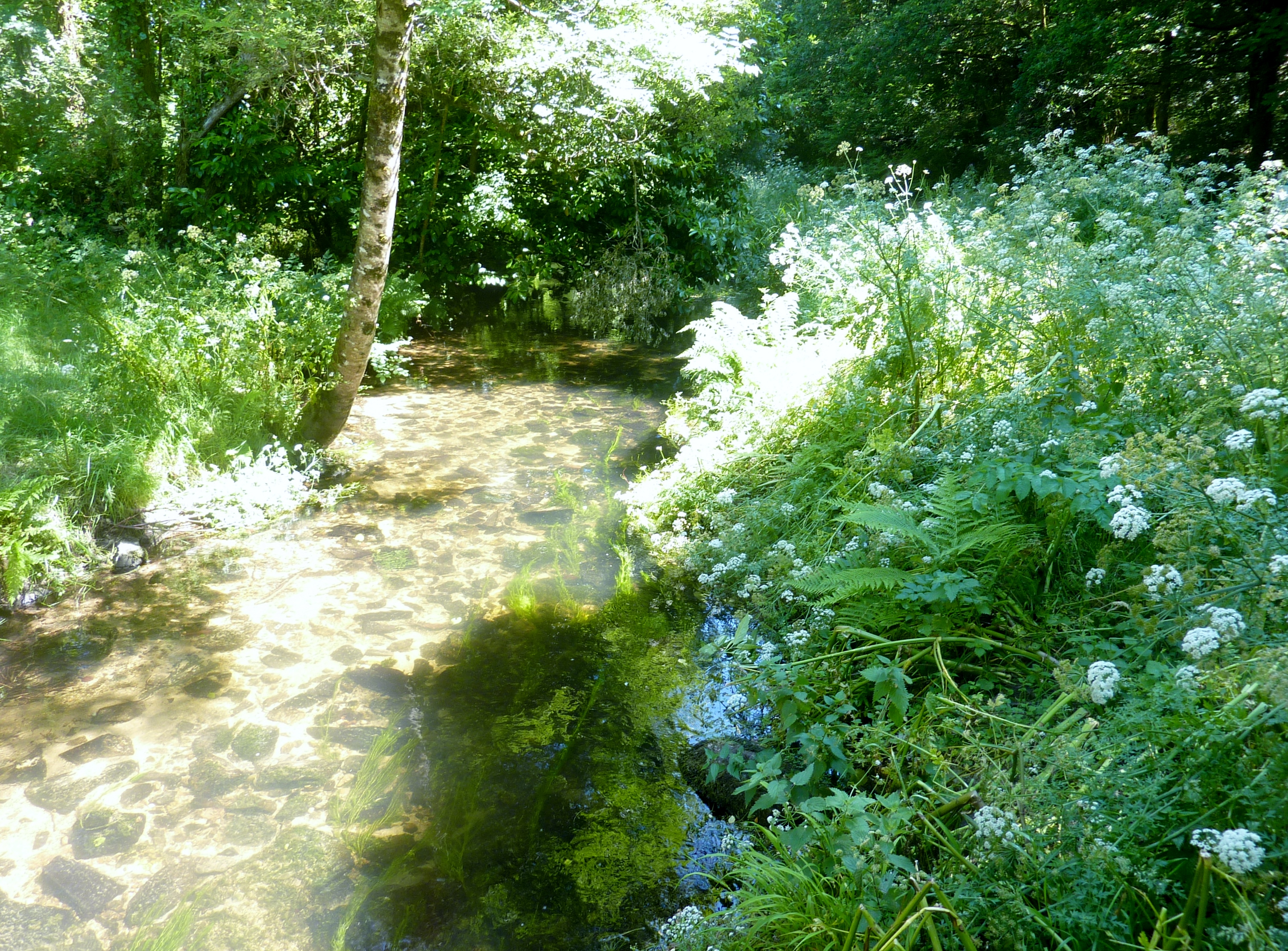
La Rivière de Pont-l'Abbé en amont de l'étang du Moulin Neuf (limite communale entre Tréméoc et Plonéour-Lanvern) 2.
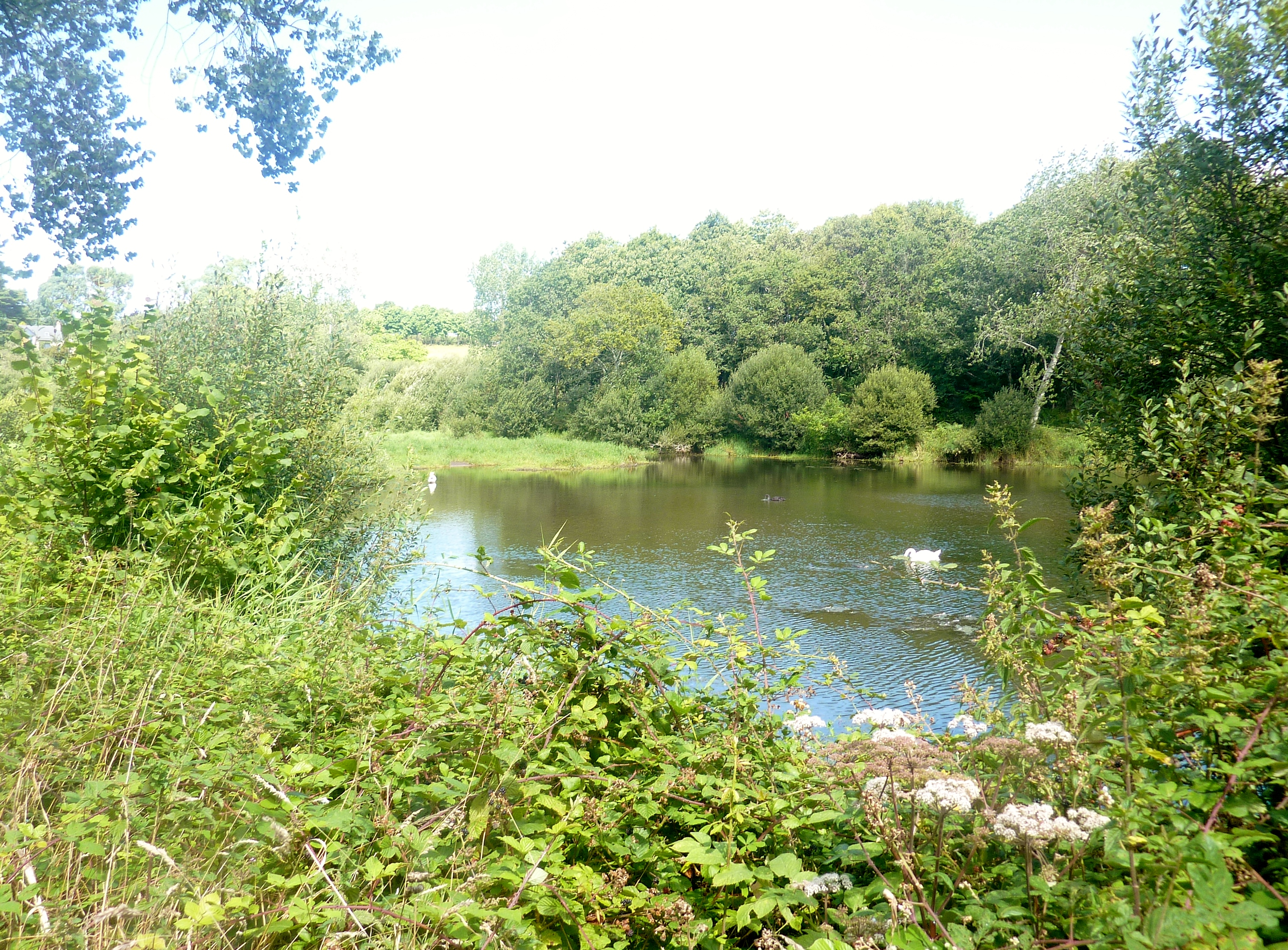
La rivière de Pont-l'Abbé : le plan d'eau (étang) du Moulin Neuf, partie amont (limite communale entre Tréméoc et Plonéour-Lanvern).
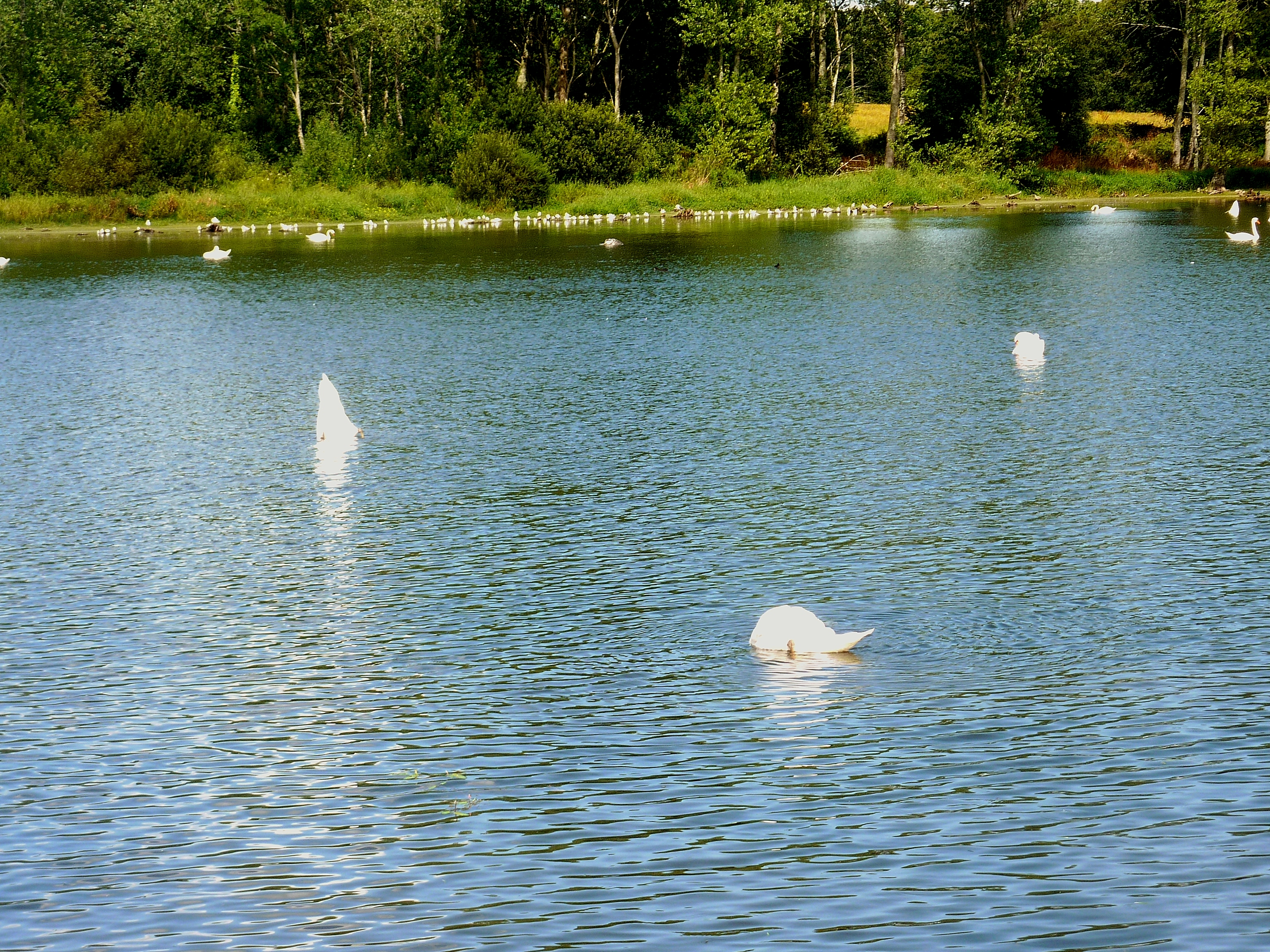
La Rivière de Pont-l'Abbé : cygnes sur le plan d'eau (étang) du Moulin Neuf (limite communale entre Tréméoc et Plonéour-Lanvern).
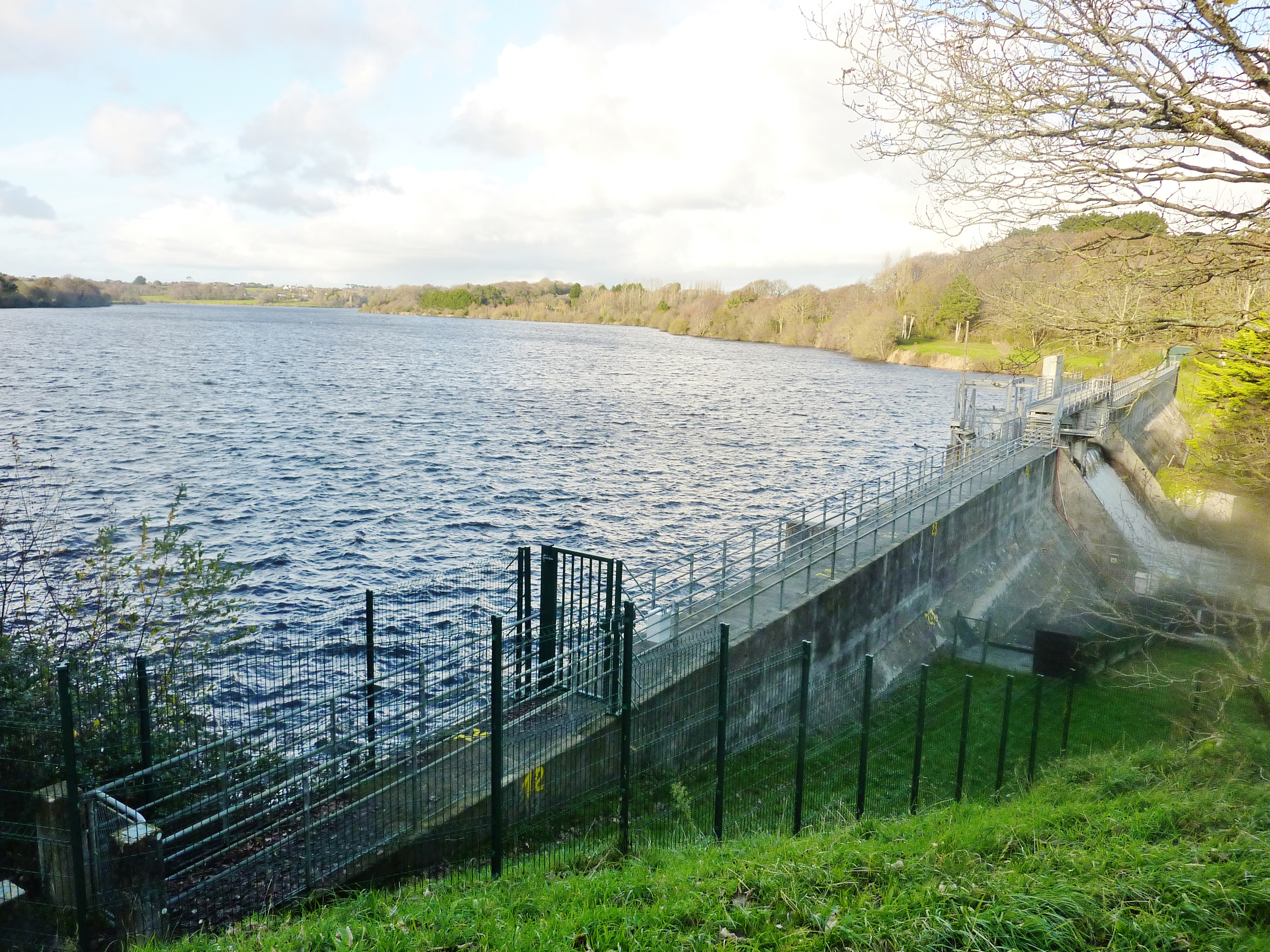
Le barrage et l'étang du Moulin Neuf (limite communale entre Tréméoc et Plonéour-Lanvern) 1.
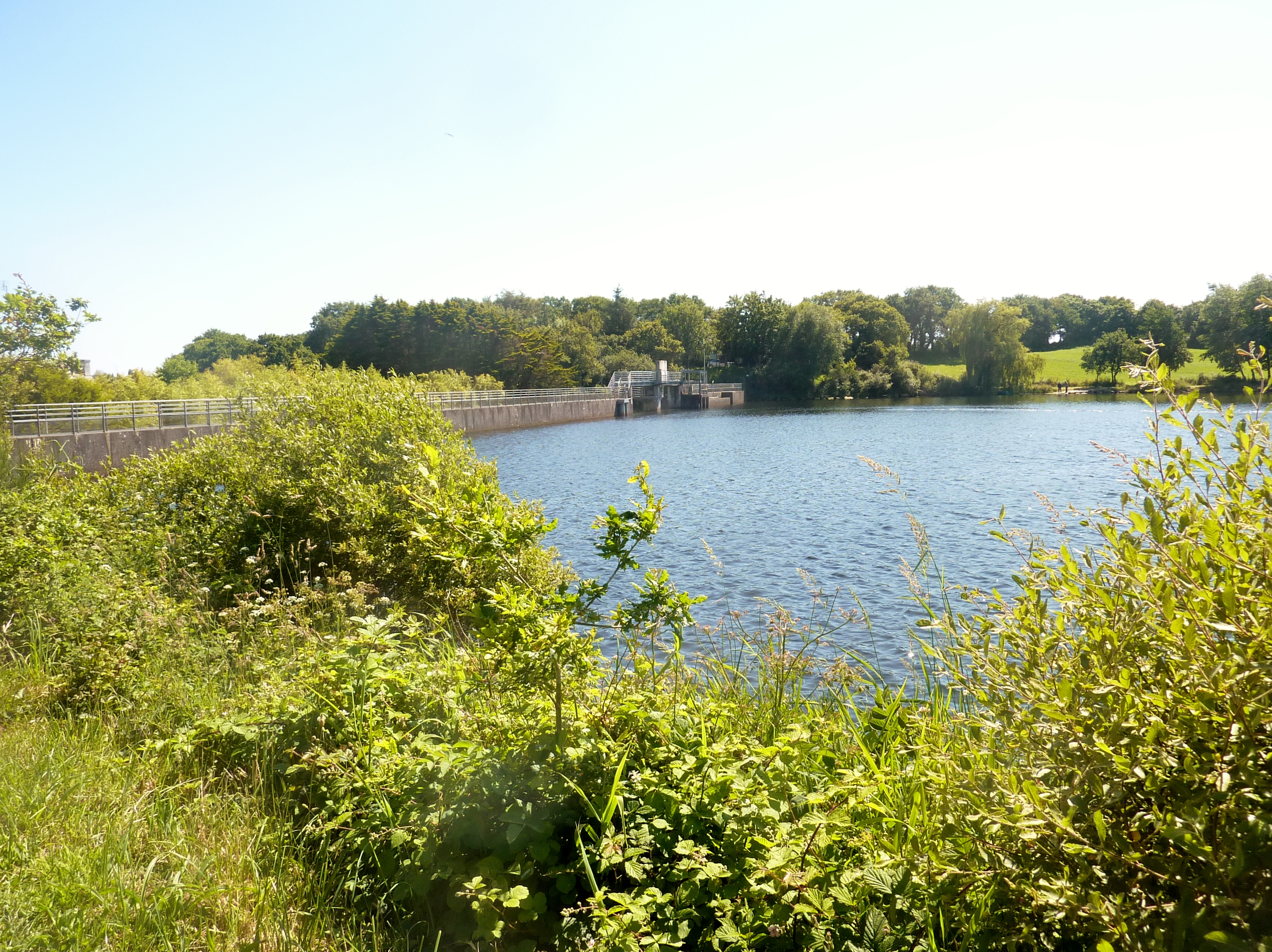
La rivière de Pont-l'Abbé : le barrage et l'étang du Moulin Neuf (limite communale entre Tréméoc et Plonéour-Lanvern) 2.
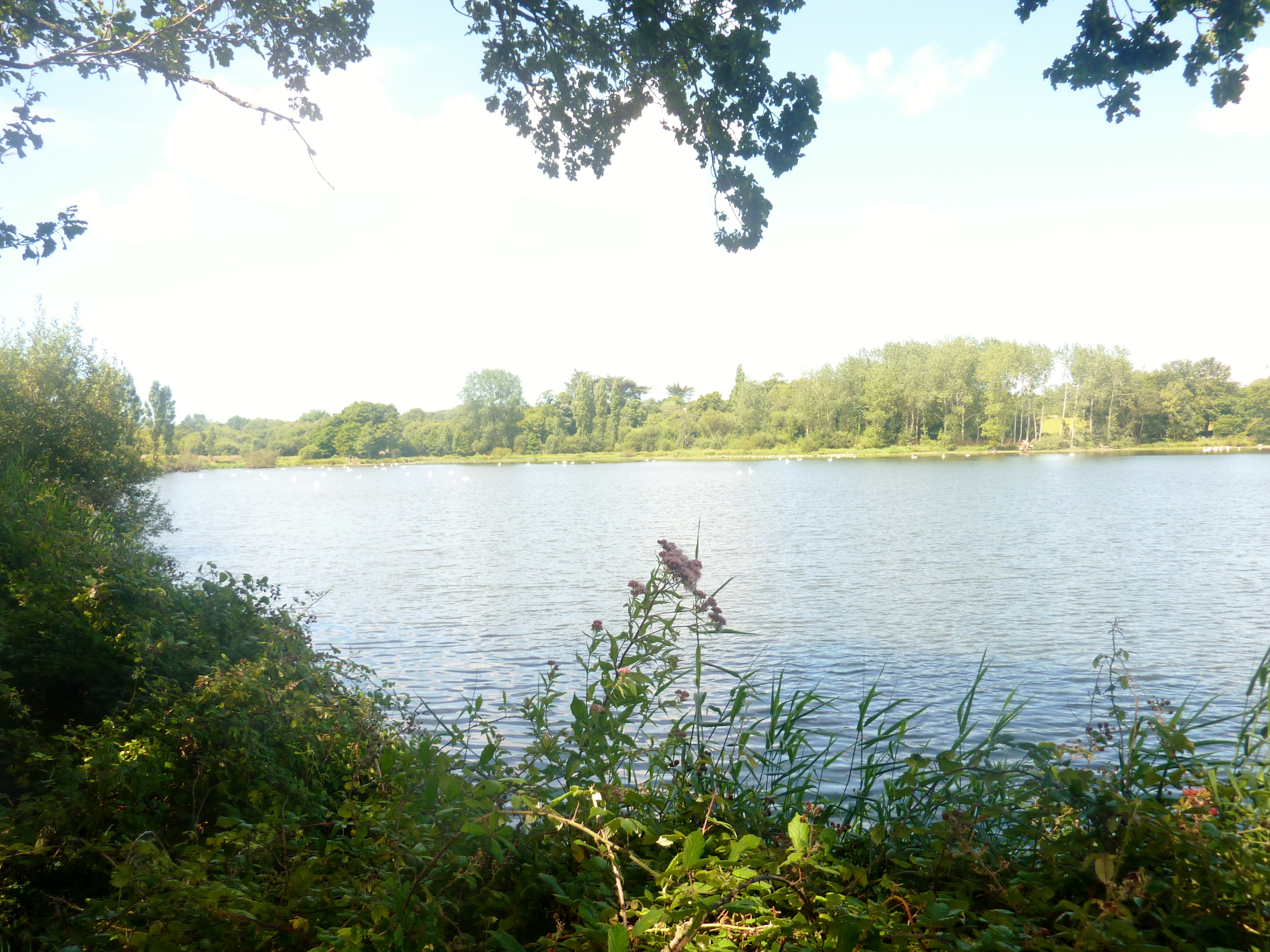
Rivière de Pont-l'Abbé : le plan d'eau (étang) du Moulin Neuf (limite communale entre Tréméoc et Plonéour-Lanvern).
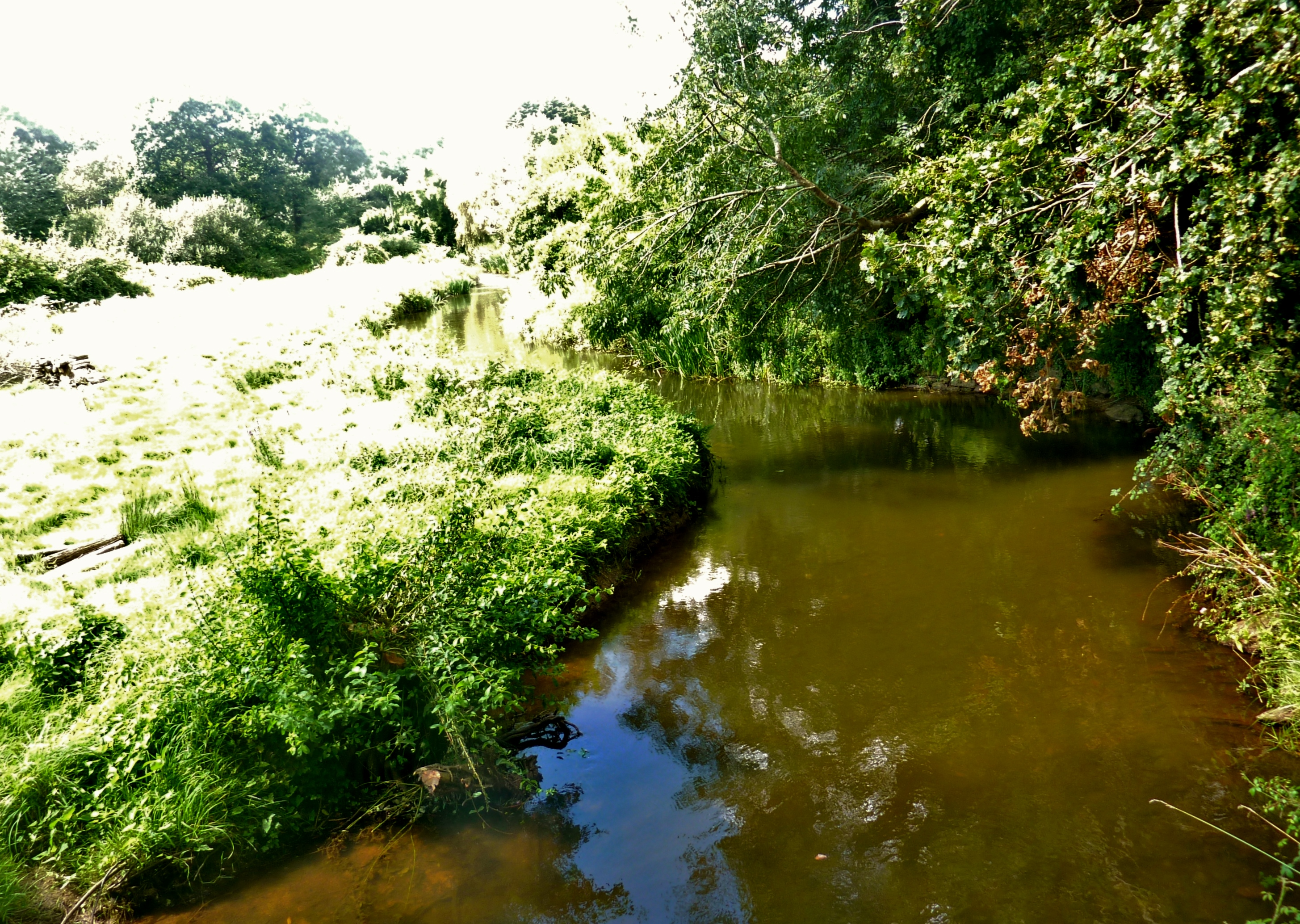
La Rivière de Pont-l'Abbé vue de la passerelle située juste en aval du barrage du Moulin Neuf (limite communale entre Tréméoc et Plonéour-Lanvern).

Des obstacles au passage des poissons migrateurs ont été supprimés en 2015, aux lieux-dits Trémillec et Moulin Callac (en Plonéour-Lanvern) afin de rétablir la continuité écologique du cours d'eau, également freinée par le barrage de la retenue d'eau du Moulin Neuf. Des travaux entrepris en 2020 ont permis une renaturation du lit de la rivière entre le barrage du Moulin Neuf et le seuil du moulin de Pen Enez avec la création de 9 méandres afin de restaurer une continuité écologique.

### Géologie
Tréméoc est constitué d'affleurements de granite orthogneissique et de roches vertes (serpentinites, amphibolites, prasinites).

### Toponymie
Attesté sous la forme Tremaeoc en 1260, au haut Moyen Âge, on rencontre la graphie Treff-Maeheuc, Treffmaeheuc (en 1368), Tremaec (en 1426), Tremeauc (en 1447 et 1574).
Tremeog en breton.
Le nom de la commune proviendrait du nom d'un saint breton dénommé saint Maeoc ou saint Maëc ou saint Mic ou saint Nic et signifieriait la « trève de Maeoc ».

### Climat
Pour des articles plus généraux, voir Climat de la Bretagne et Climat du Finistère.
En 2010, le climat de la commune est de type climat océanique franc, selon une étude du CNRS s'appuyant sur une série de données couvrant la période 1971-2000. En 2020, Météo-France publie une typologie des climats de la France métropolitaine dans laquelle la commune est exposée à un climat océanique et est dans la région climatique Bretagne orientale et méridionale, Pays nantais, Vendée, caractérisée par une faible pluviométrie en été et une bonne insolation. Parallèlement l'observatoire de l'environnement en Bretagne publie en 2020 un zonage climatique de la région Bretagne, s'appuyant sur des données de Météo-France de 2009. La commune est, selon ce zonage, dans la zone « Monts d'Arrée », avec des hivers froids, peu de chaleurs et de fortes pluies.
Pour la période 1971-2000, la température annuelle moyenne est de 11,9 °C, avec une amplitude thermique annuelle de 10,5 °C. Le cumul annuel moyen de précipitations est de 1 030 mm, avec 15,2 jours de précipitations en janvier et 7,6 jours en juillet. Pour la période 1991-2020, la température moyenne annuelle observée sur la station météorologique la plus proche, située sur la commune de Pont-l'Abbé à 4 km à vol d'oiseau, est de 13,0 °C et le cumul annuel moyen de précipitations est de 1 012,0 mm,. Pour l'avenir, les paramètres climatiques de la commune estimés pour 2050 selon différents scénarios d’émission de gaz à effet de serre sont consultables sur un site dédié publié par Météo-France en novembre 2022.

## Urbanisme

### Typologie
Au 1er janvier 2024, Tréméoc est catégorisée commune rurale à habitat dispersé, selon la nouvelle grille communale de densité à 7 niveaux définie par l'Insee en 2022.
Elle appartient à l'unité urbaine de Pont-l'Abbé, une agglomération intra-départementale dont elle est une commune de la banlieue,. Par ailleurs la commune fait partie de l'aire d'attraction de Quimper, dont elle est une commune de la couronne,. Cette aire, qui regroupe 58 communes, est catégorisée dans les aires de 200 000 à moins de 700 000 habitants,.

### Occupation des sols

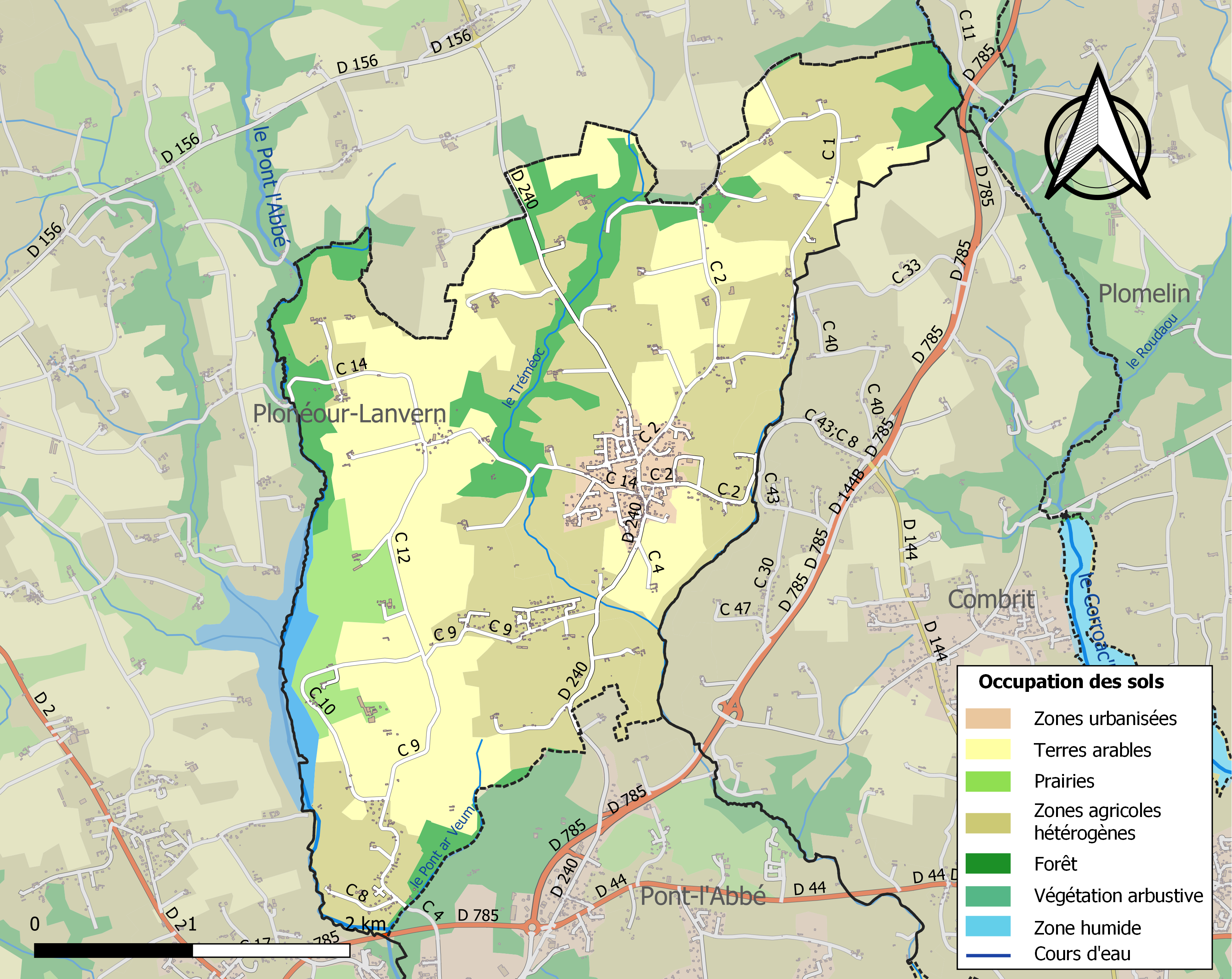
Carte des infrastructures et de l'occupation des sols de la commune en 2018 (CLC).

L'occupation des sols de la commune, telle qu'elle ressort de la base de données européenne d’occupation biophysique des sols Corine Land Cover (CLC), est marquée par l'importance des territoires agricoles (82,2 % en 2018), en diminution par rapport à 1990 (84,1 %). La répartition détaillée en 2018 est la suivante :
zones agricoles hétérogènes (44,2 %), terres arables (33,7 %), forêts (12,5 %), prairies (4,3 %), zones urbanisées (3,8 %), eaux continentales (1,4 %).
L'IGN met par ailleurs à disposition un outil en ligne permettant de comparer l’évolution dans le temps de l’occupation des sols de la commune (ou de territoires à des échelles différentes). Plusieurs époques sont accessibles sous forme de cartes ou photos aériennes : la carte de Cassini (XVIIIe siècle), la carte d'état-major (1820-1866) et la période actuelle (1950 à aujourd'hui).

## Histoire

### Préhistoire et Antiquité
Toul-ar-Serpant (« Trou du serpent »), lieu situé à proximité de l'ancienne gare de Combrit-Tréméoc, est probablement un abri sous roche datant de la Préhistoire.
Des poteries gauloises ont été découvertes à Tréméoc et des urnes funéraires remplies de restes incinérés à la Coudraie.

### Moyen Âge
L'historien Hervé Torchet a écrit un livre : Tréméoc et Combrit au Moyen-Âge (éditions La Pérenne, 2015  (ISBN 978-2-914810-10-4)).

#### La seigneurie de la Coudraie
La seigneurie de la Coudraie apparaît au début du XIVe siècle, possédée alors par la famille Charruel, originaire de la région de Guerlesquin et Pestivien, l'un de ses membres ayant participé au Combat des Trente ; au milieu du XVe siècle, la famille Charruel possède une partie importante de la paroisse ainsi que de celle de Combrit (Brengall, le Haffond, Kergadoret, Quélen, etc.) et elle jouit d'un droit de prééminence dans la chapelle Saint-Vennec. En 1584, Guyonne de Kerouant, veuve Le Vestle, est douairière de la Coudraie ; huguenote (comme le baron de Pont-l'Abbé), son château fut assiégé par les Ligueurs et pillé.
En 1590, Béatrix de Launay, dame de la Coudraie, veuve de Georges de Bueil, épousa à Saint-Malo Nicolas de Talhoët-Kerservant, seigneur de Kerservant (en Ploërdut), du Dréortz (ou Dréors, en Priziac), de Crémenec (également en Priziac), de Paule et autres lieux, qui fut un ligueur connu, nommé, une fois rallié au roi Henri IV gouverneur de Pont-l'Abbé en 1595.

#### La seigneurie de Lestrémec
La seigneurie de Lestrémec (anciennement Lestrémaeuc), possédée par la famille La Lande, possédait également des fiefs dans la paroisse de Combrit. En 1641 René Draoullen, sénéchal du baron du Pont, l'achète et construit en 1643 une petite chapelle. L'explorateur Louis Aleno de Saint-Aloüarn y a vécu au XVIIIe siècle.

### Temps modernes

#### La Coudraie pendant les Temps modernes

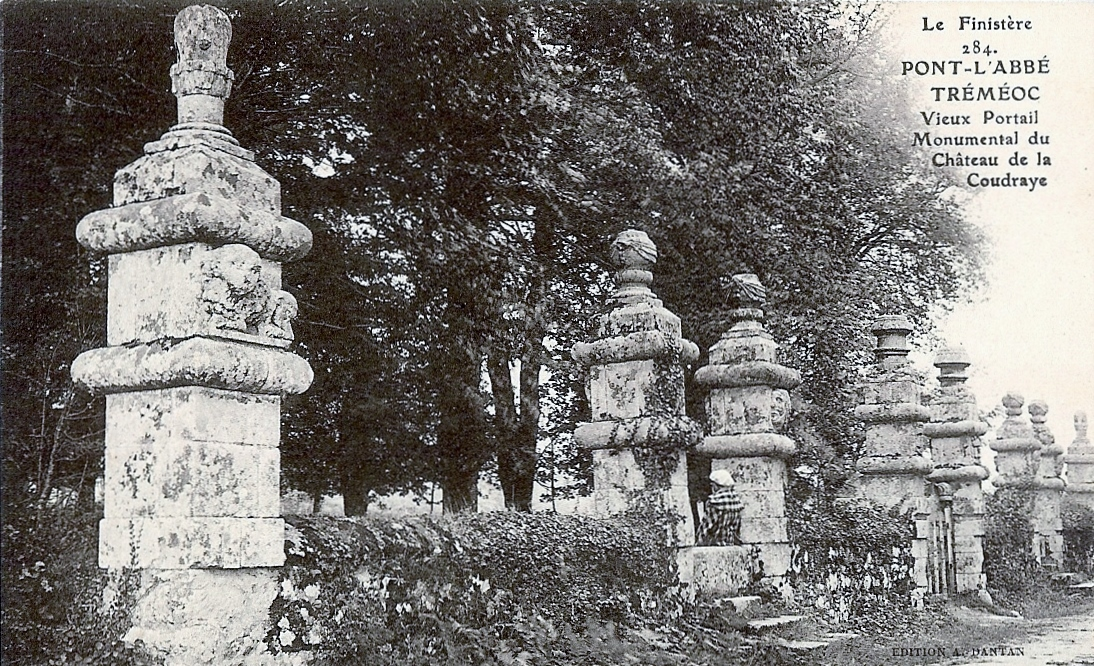
Le portail monumental du château de la Coudraie (il date du XVIIe siècle).

Au XVIIe siècle la Coudraie est possédée par la famille de Charmoy, mais Guy de Charmoy, né à la Coudraie en 1645, est déclaré usurpateur lors de la réformation de 1670 et condamné à 400 livres d'amende ; ce qui n'empêche pas ces bourgeois se voulant gentilshommes de décorer leur propriété avec des piles monumentaux ornés de statues représentant des guerriers médiévaux, des lions, etc. Ils ornent aussi l'église paroissiale de Tréméoc de vitraux et enfeus à leurs armes. Le dernier de Charmoy étant mort sans enfants en 1729, la propriété est vendue en 1733 à Paul Mascarenne de Rivière, d'origine languedocienne ; son fils aîné Jean-Paul Mascarenne de Rivière émigra à Jersey en 1791 et le château fut vendu comme bien national. Son frère, le capitaine de vaisseau Charles Mascarenne de Rivière, combattit pendant la guerre de Sept Ans et la guerre d'indépendance américaine ; il reçut en 1790 le commandement des Îles sous le Vent, mais en 1792 il refusa l'autorité du gouvernement révolutionnaire à la Martinique, émigra et passa au service de l'Espagne avant de se réfugier à Londres où il mourut en 1812.

#### Les autres faits concernant Tréméoc pendant les Temps modernes
En 1658, le père Julien Maunoir prêcha une mission à Tréméoc.
Cette commune est connue pour des faits liés à la Révolte des Bonnets rouges en 1675.
En 1759, une ordonnance de Louis XV ordonne à la paroisse de Tréméoc de fournir 8 hommes et de payer 52 livres pour « la dépense annuelle de la garde-côte de Bretagne ».

#### Tréméoc décrit en 1778
Jean-Baptiste Ogée décrit ainsi Tréméoc en 1778 :

« Tréméoc ; à deux lieues au sud-ouest de Quimper, son évêché et son ressort ; à 41 lieues de Rennes ; et à 1 lieue et demie de Pont-l'Abbé, sa subdélégation. On y compte 900 communiants ; la cure est à l'alternative. Cette paroisse fut fondée par saint Allore ou Albin, troisième évêque de Quimper, qu'elle reconnaît comme son patron. Le territoire, rempli de vallons, de coteaux, de monticules, est exactement cultivé ; il produit des fourrages abondants, qui procurent aux habitants la facilité d'élever beaucoup de bestiaux. »

### Révolution française
La paroisse de Tréméoc, qui comprenait alors 100 feux, élit deux délégués, Jacob Campion et Yves Kerveillant, pour la représenter à l'assemblée du tiers-état de la sénéchaussée de Quimper au printemps 1789. Le cahier de doléances de Tréméoc est consultable sur un site Internet ; il demande notamment que « personne ne soit plus assujetti à tirer au sort pour le matelotage, garde-côtes et milice provinciale ».
En 1791 la paroisse de Tréméoc, supprimée, devient, comme Pluguffan, une succursale de Plomelin.
La famille Mascarenne de Rivière, qui émigra, vit son château de la Coudraie vendu comme bien national.

### LeXIXesiècle

#### Tréméoc décrit en 1845
A. Marteville et P. Varin, continuateurs d'Ogée, décrivent ainsi Tréméoc en 1845 :

« Tréméoc : commune formée de l'ancienne paroisse de ce nom, aujourd'hui succursale. (...) Principaux villages : Trévignon, Kerglas, Nilvit, Kerbenfous, Kerbéron, Kerguillec, le Roc'h, Pennénès. Maisons importantes : la Coudraie, Lestrémec. Superficie totale 1 166 hectares dont (...) terres labourables 478 ha, prés et pâturage 117 ha, bois 71 ha, landes et incultes 452 ha, canaux 4 ha (...). Moulins : 6 (à eau, Neuf, de Pennénez, Vieux ou Coz, Bras ou Grand). L'église date de 1681 : elle n'a rien de bien remarquable. Elle est dédiée à saint Allor ou Alleur, évêque de Quimper, mais a du primitivement être élevée en l'honneur de saint Mieux (sanctus Miocus), anachorète et patron de plusieurs autres paroisses. Les manoirs de Kerdourou-Mesmeur et de Kerautret appartenaient à M. le Bastard de Mesmeur, d'une branche cadette des Bastard de la Bastardière. Il n'y a plus actuellement en cette commune que le manoir de la Coudraie. Il y a, en outre de l'église, la chapelle Saint-Sébastien, desservie à la fête patronale. Quelques usages curieux sont ici à noter : c'est ainsi que les époux cohabitent seulement le troisième jour après les noces. Il n'est pas moins curieux de savoir que les abeilles sont, en cette localité, considérées comme faisant partie de la famille, et qu'on fait prendre le deuil à leurs ruches en cas de décès du maître de la maison, ainsi qu'une marque de réjouissance s'il vient à se marier. On parle le breton. »

Hervé-Jean Julien, né le 5 juillet 1834 à Tréméoc, fut blessé lors de la bataille de Solférino le 24 juin 1859.
En 1871 la commune de Tréméoc obtient un secours financier du département du Finistère pour l'aider à financer la reconstruction de son presbytère décidée en avril 1868.

#### Des coutumes très anciennes
Gabriel Puig de Ritalongi écrit en 1894 : « Il existe dans la commune de Tréméoc une coutume qui doit être fort ancienne (...) c'est celle de faire participer les abeilles aux joies et aux peines de la famille. Les jours de mariage ou de baptême, les ruches sont ornées de rubans et de fleurs ; les jours de deuil, on les couvre d'un voile noir. Dans la même commune se retrouve un usage aussi ancien, qui veut que le mari ne prenne réellement possession de sa femme que le troisième soir de leurs noces ».

#### La Coudraie auXIXesiècle
Jean-Baptiste Huard, négociant armateur à Pont-l'Abbé, mais d'origine normande, acquiert le château en 1810 ; il démolit le vieux château et fait construire un nouveau manoir de style Directoire-Empire par l'architecte quimpérois Guillaume Hélory ; il décède en 1842 ; son fils, dénommé aussi Jean-Baptiste Huard, en hérite, mène une vie aventureuse en Amérique avant de revenir habiter son château où il se suicide en 1879. Le domaine est alors acheté par Henri Le Nepvou de Carfort, comte de Carfort et capitaine de frégate.
En 1895 on dit que le château de la Coudraie est « hanté par les esprits. Tous les jours, dès six heures du soir, les meubles, la vaisselle, la batterie de cuisine entrent en danse. Les gendarmes se sont embusqués en vain. Deux fois le curé de Tréméoc a aspergé d'eau bénite le château. Rien n'y fait. Les curieux en grand nombre viennent assister à ces scènes moyenâgeuses ».

#### La gare de Combrit-Tréméoc
Le 7 avril 1884 la Compagnie des chemins de fer d'Orléans met en service la ligne ferroviaire allant de Quimper à Pont-l'Abbé, qui comprend les gares intermédiaires de Pluguffan et Combrit-Tréméoc.

### LeXXesiècle

#### LaBelle Époque
En décembre 1902 le commissaire de police de Quimper écrit qu'à Tréméoc « le français n'est pas connu de tous ». En 1903, le curé de Tréméoc écrit que le breton est bien « l'unique et nécessaire moyen de donner à  mes chers paroissiens l'instruction religieuse ».
En 1904 commence la construction d'un groupe scolaire à Tréméoc.
En 1907, une bagarre illustre la rivalité traditionnelle entre Combrit et Tréméoc et les problèmes de l'alcoolisme : le 5 décembre 1907, à la foire de Pont-l'Abbé, « des garçons de Combrit, surexcités par l'alcool, attendirent ceux de Tréméoc sur la route pour les empêcher de passer. Une bagarre éclata et les garçons de Combrit sortirent leurs couteaux, frappèrent leurs adversaires ». La bagarre fit deux morts parmi les jeunes de Tréméoc. Un jeune homme de Combrit fut condamné à deux ans de prison et trois autres à un an avec sursis.
Un décret en date du 30 novembre 1911 attribue, à défaut de bureau de bienfaisance, à la commune de Tréméoc les biens ayant appartenu à la fabrique de l'église de Tréméoc, qui étaient placés sous séquestre.

#### La Première Guerre mondiale

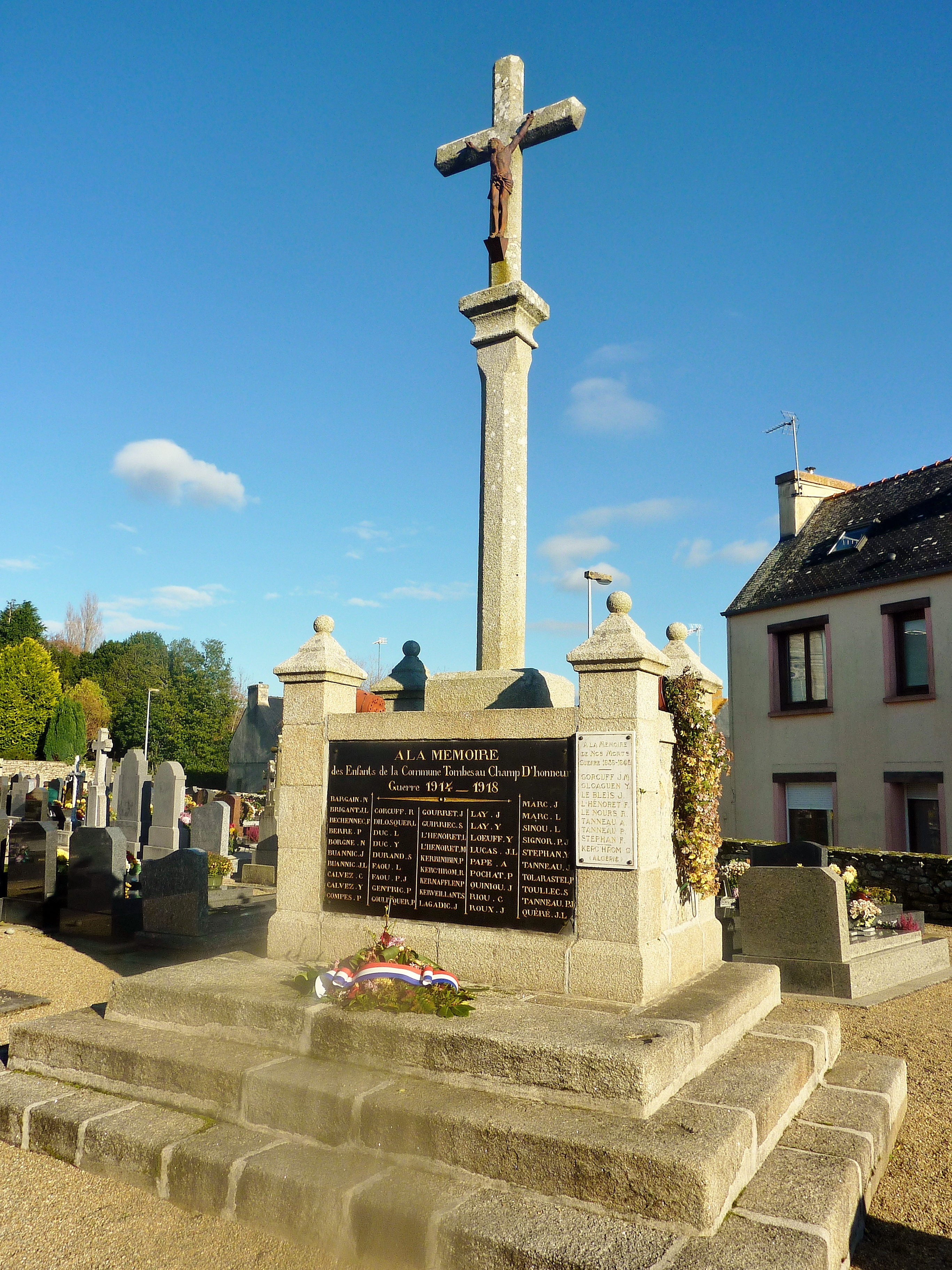
Le monument aux morts de Tréméoc.

Le monument aux morts de Tréméoc porte les noms de 47 soldats morts pour la France pendant la Première Guerre mondiale ; parmi eux Jean Lagadic, canonnier au 28e régiment d'artillerie de campagne, tué à l'ennemi le 13 juillet 1915 à Mont-Saint-Éloi (Pas-de-Calais), décoré de la Médaille militaire et de la Croix de guerre.

#### L'Entre-deux-guerres
Tréméoc est ainsi décrit en 1936 par Paul Nédellec :

« (...) Le petit bourg de Tréméoc n'offre de remarquable que l'élégant clocher de son église paroissiale et les résidences seigneuriales de la Couldraye [Coudraie] et de Lestremec, où flotte encore le souvenir de la gentille vicomtesse, Guyonne de Kerouant. »

#### La Seconde Guerre mondiale
Le 28 octobre 1943 est déclarée en préfecture la "Jeunesse sportive de Tréméoc", association dont les buts déclarés sont l'éducation physique, le football et l'athlétisme.
Des résistants FTP dirigés par Louis Lagadic, entreprit dès juin 1942 des sabotages, notamment d'un pont sur la voie ferrée desservant l'usine de concassage de galets de Tréguennec, puis d'un transformateur électrique à Pen Enez en Tréméoc ; Louis Lagadic fut arrêté le 16 octobre 1942 par des gendarmes français et fusillé par les Allemands au Fort du Mont-Valérien le 5 avril 1944
Un autre groupe de résistants FTP organisa en 1944 un maquis à Tréméoc sous le commandement d'« Alex » (un pseudonyme, probablement Corentin Le Floch, de Quéménéven), puis de Jean-Marie Henvic, de Guiscriff. Ce groupe ëtait aussi composé d'Émile Le Roy (de Pont-l'Abbé), de Rodolphe Péron, Cristian Thomas, Émile Cossec (de Léchiagat) et de Pierre Tanneau (du Guilvinec) ; il effectua plusieurs sabotages, principalement sur la voie ferrée Quimper-Pont-l'Abbé entre Meihl Corroac'h et Tréméoc.
Le monument aux morts de Tréméoc porte les noms de 8 personnes mortes pour la France pendant la Deuxième Guerre mondiale ; parmi elles par exemple Jean Le Bleïs, quartier-maître mécanicien à bord du sous-marin Sidi-Ferruch, mort lors du naufrage de son bâtiment attaqué au large de Casablanca lors de l'opération Torch par la Task Force américaine.

#### L'après-Seconde Guerre mondiale
Corentin Kerc'hrom, canonnier au 42e régiment d'artillerie, est mort pour la France le 13 septembre 1957 à Orléansville pendant la guerre d'Algérie.

## Démographie
L'évolution du nombre d'habitants est connue à travers les recensements de la population effectués dans la commune depuis 1793. Pour les communes de moins de 10 000 habitants, une enquête de recensement portant sur toute la population est réalisée tous les cinq ans, les populations de référence des années intermédiaires étant quant à elles estimées par interpolation ou extrapolation. Pour la commune, le premier recensement exhaustif entrant dans le cadre du nouveau dispositif a été réalisé en 2006.
En 2022, la commune comptait 1 506 habitants, en évolution de +12,47 % par rapport à 2016 (Finistère : +2,16 %, France hors Mayotte : +2,11 %).
| 1793 | 1800 | 1806 | 1821 | 1831 | 1836 | 1841 | 1846 | 1851 |
| ---- | ---- | ---- | ---- | ---- | ---- | ---- | ---- | ---- |
| 357  | 662  | 592  | 654  | 670  | 713  | 859  | 737  | 664  |

| 1856 | 1861 | 1866 | 1872 | 1876 | 1881 | 1886 | 1891 | 1896 |
| ---- | ---- | ---- | ---- | ---- | ---- | ---- | ---- | ---- |
| 664  | 684  | 731  | 681  | 735  | 789  | 801  | 833  | 831  |

| 1901 | 1906 | 1911 | 1921 | 1926 | 1931 | 1936 | 1946 | 1954 |
| ---- | ---- | ---- | ---- | ---- | ---- | ---- | ---- | ---- |
| 860  | 873  | 885  | 841  | 826  | 823  | 805  | 732  | 670  |

| 1962 | 1968 | 1975 | 1982 | 1990 | 1999 | 2006  | 2011  | 2016  |
| ---- | ---- | ---- | ---- | ---- | ---- | ----- | ----- | ----- |
| 576  | 486  | 443  | 620  | 729  | 821  | 1 107 | 1 264 | 1 339 |

| 2021  | 2022  | - | - | - | - | - | - | - |
| ----- | ----- | - | - | - | - | - | - | - |
| 1 453 | 1 506 | - | - | - | - | - | - | - |

## Politique et administration

### Liste des maires

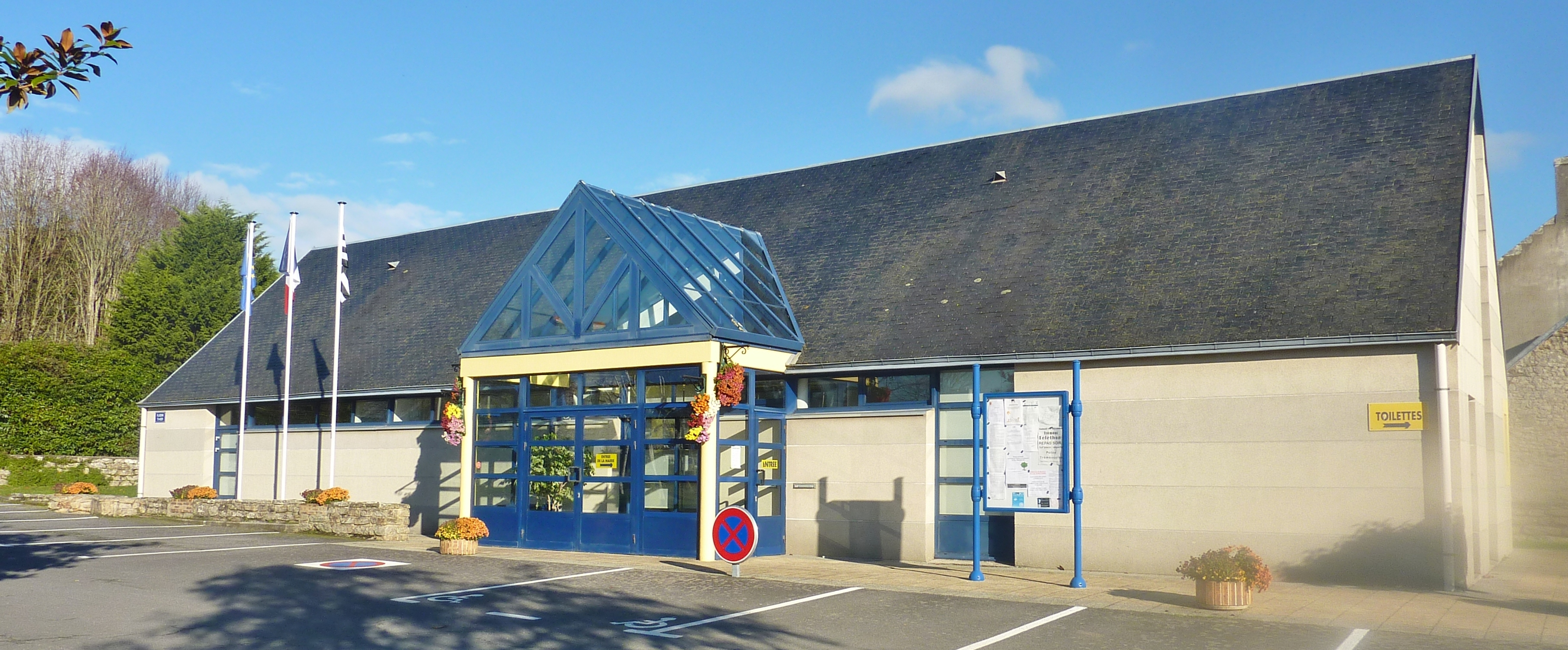
Tréméoc : la salle municipale.

| Période | Période  | Identité             | Étiquette | Qualité                             |
| ------- | -------- | -------------------- | --------- | ----------------------------------- |
| 1803    | 1812     | Yves Le Floch (père) |           | Cultivateur.                        |
| 1812    | 1816     | Yves Le Floch (fils) |           | Cultivateur. Fils du précédent.     |
| 1816    | 1820     | Le Brun              |           | Cultivateur.                        |
| 1820    | 1843     | Yves Le Floch (fils) |           | Déjà maire entre 1812 et 1816.      |
| 1844    | 1848     | Jean-Baptiste Huard  |           | Habitait le château de la Coudraie. |
| 1850    | 1869     | Le Roux              |           |                                     |
| 1871    | 1881     | Jacques Le Drézen    |           | Cultivateur.                        |
| 1881    | 1919     | Henri Stéphan (père) |           | Cultivateur.                        |
| 1919    | 1935     | Henri Stéphan (fils) |           | Cultivateur.                        |
| 1935    |          | Louis Le Lay         |           |                                     |
| 1947    | 1952     | Pierre Nédélec       |           |                                     |
|         |          |                      |           |                                     |
| 1965    | 1969     | Yves Guéguen         |           |                                     |
| 1971    | 1977     | Pierre Le Rheun      |           |                                     |
| 1977    | 1983     | Jean Kerrien         |           |                                     |
| 1983    | 1989     | Eugène Gaudé         |           |                                     |
| 1989    | 1993     | Jean Bideau          |           |                                     |
| 1983    | 2008     | Ernest Ronarc'h      |           |                                     |
| 2008    | En cours | Jean L'Helgouarc'h   | PS        | Retraité. Réélu en 2020             |

## Économie
- La carrière Quiniou est située au nord de la commune[57].

## Monuments et sites

### Monuments

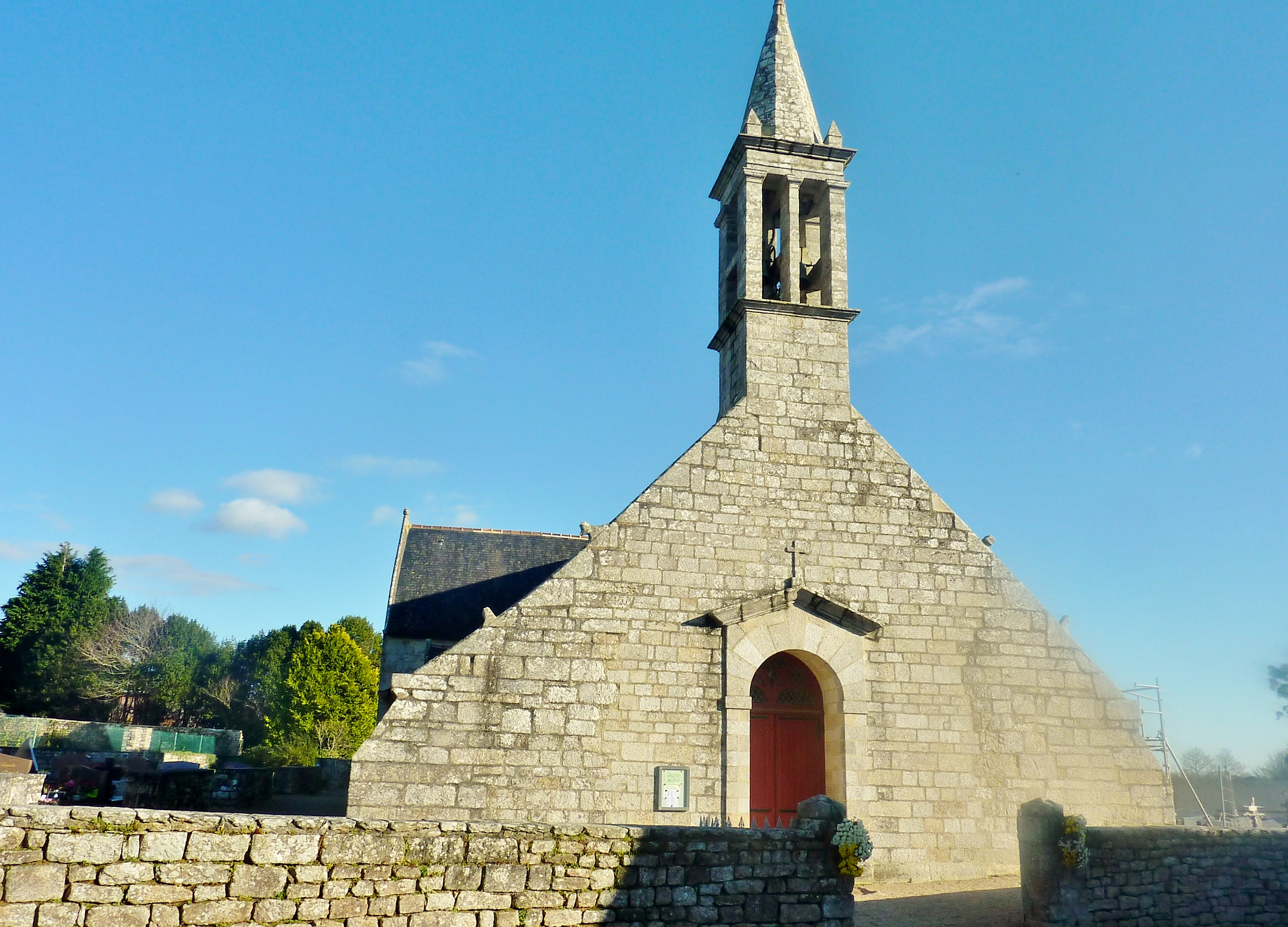
L'église paroissiale Saint-Alour : la façade.

- Église paroissiale Saint-Alour. Cette église du XVIIe siècle possède quatre piliers de huit colonnettes tangentes avec chapiteaux décorés de feuillages, une statue de saint Alour, patron de la paroisse, en évêque, ainsi que des statues de Notre-Dame-de-Tréméoc, de saint Herbot, saint Jacques le Majeur, saint Antoine et un crucifix dans la nef. Son retable date du XVIIe siècle[58].
- Chapelle Saint-Sébastien, inscrite au titre des monuments historiques en 1971[59]. Elle date du XVIe siècle et est de forme rectangulaire ; sa porte ouest est en forme d'anse de panier ; elle abrite plusieurs statues[7].

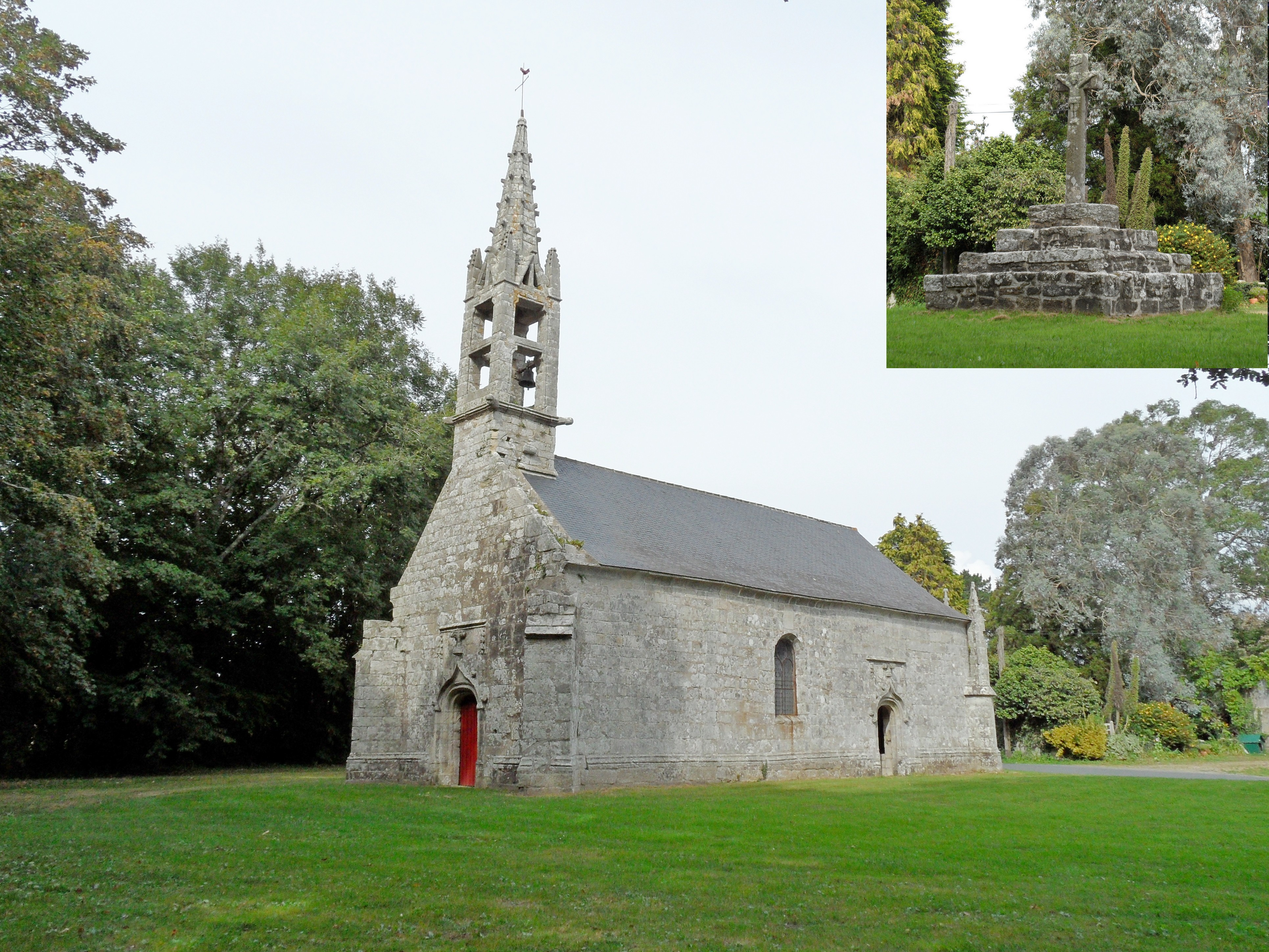
La chapelle Saint-Sébastien et son calvaire 1.
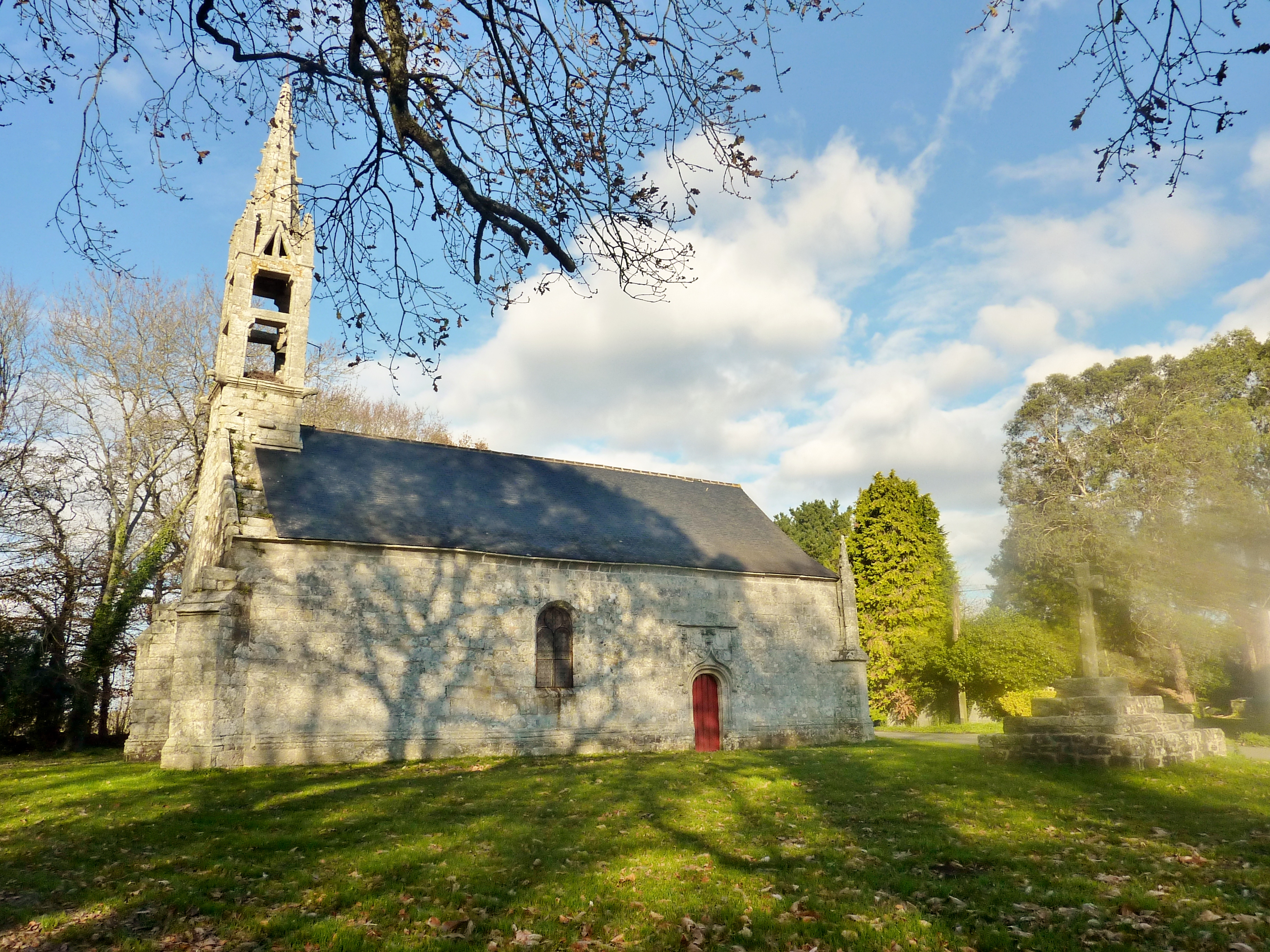
La chapelle Saint-Sébastien et son calvaire 2.
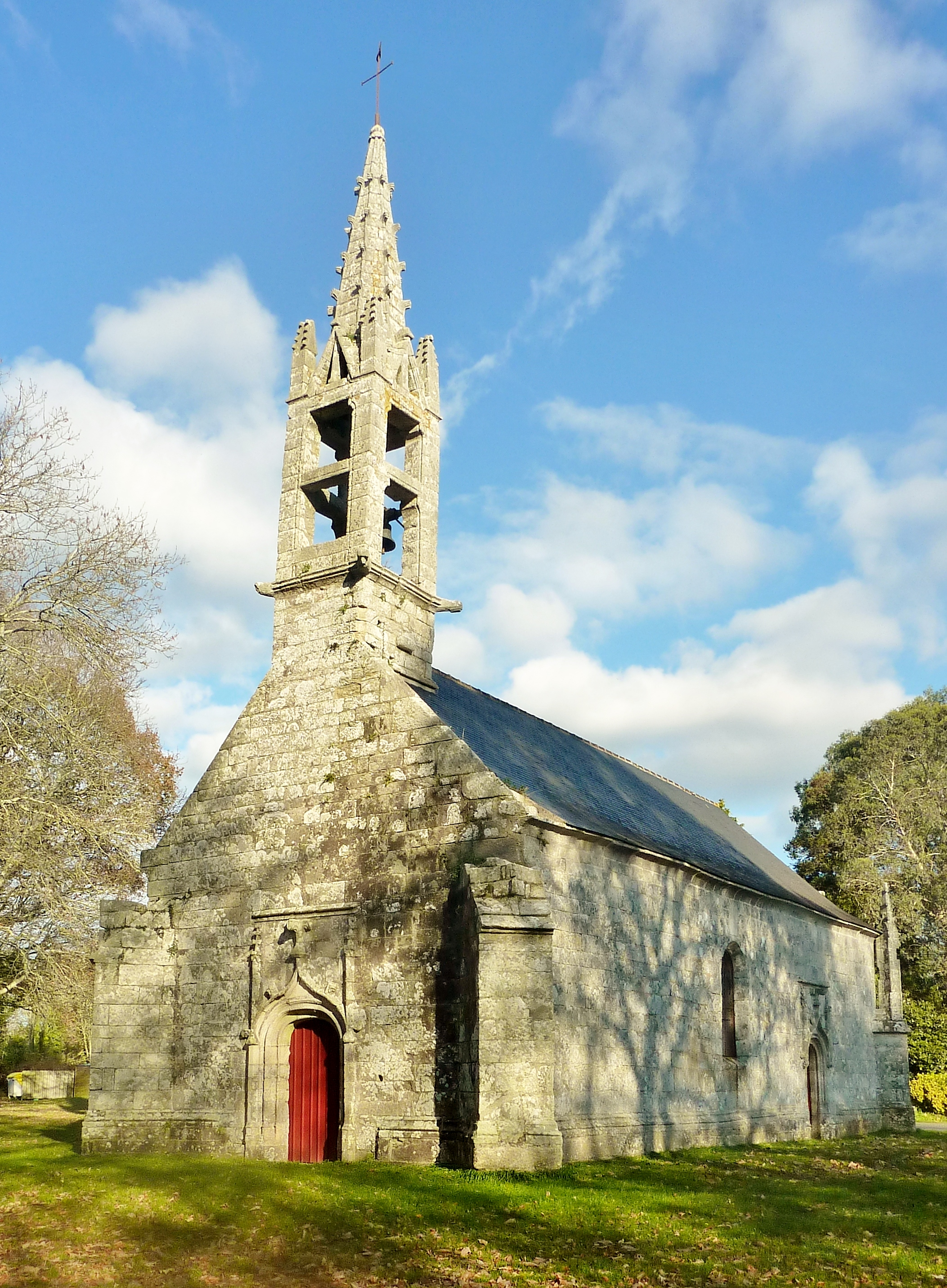
Chapelle Saint-Sébastien : la façade.
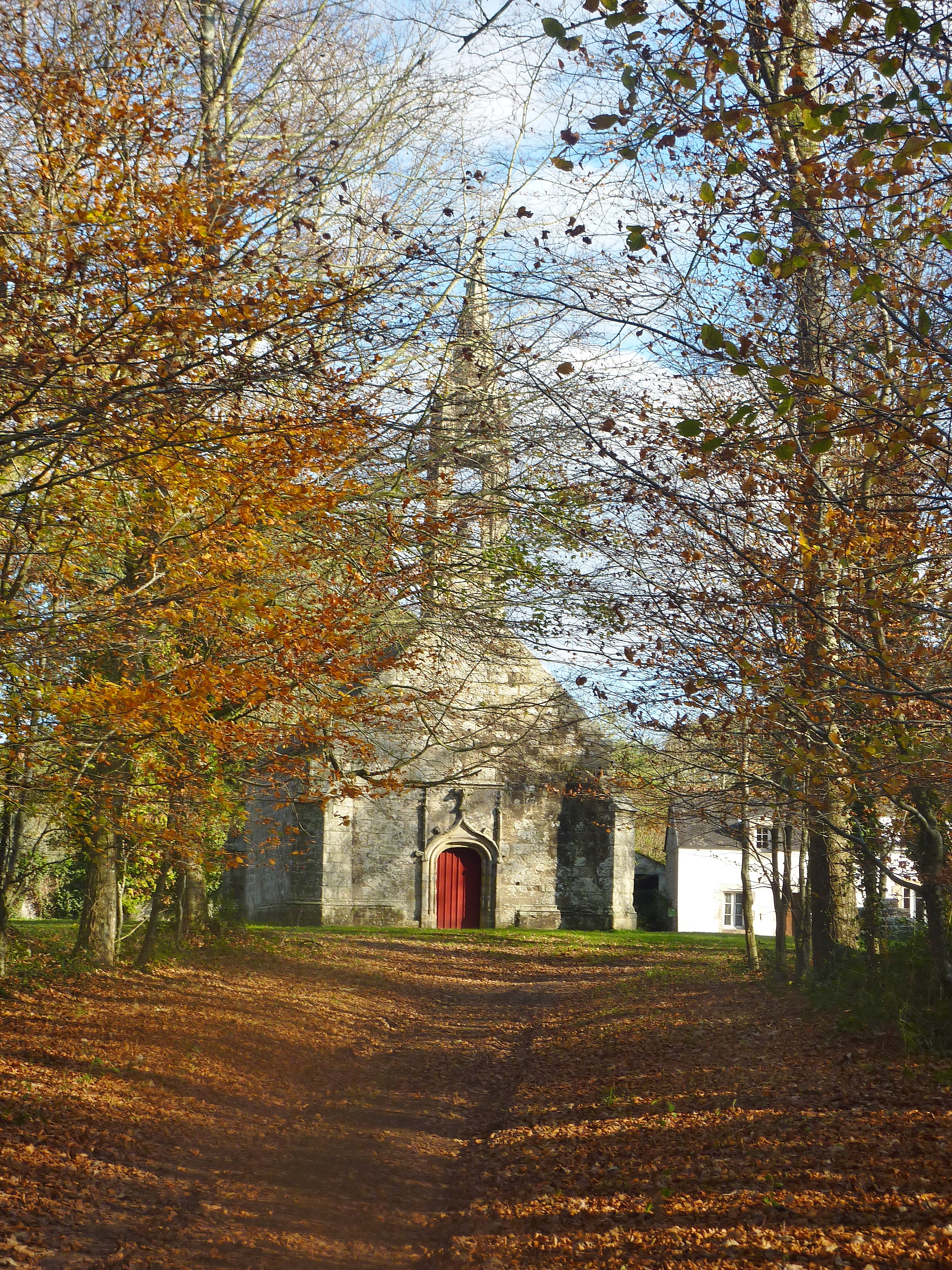
La chapelle Saint-Sébastien et son allée.

- Château de la Coudraie, inscrit au titre des monuments historiques en 1967[60] ; c'est un manoir de style Empire construit entre 1817 et 1820, avec 7 fenêtres à l'étage ; son jardin d'agrément daté de 1820 environ[61]. Son portail monumental, constitué de huit piliers, date du XVIIe siècle ; c'est tout ce qui reste de l'ancien château.

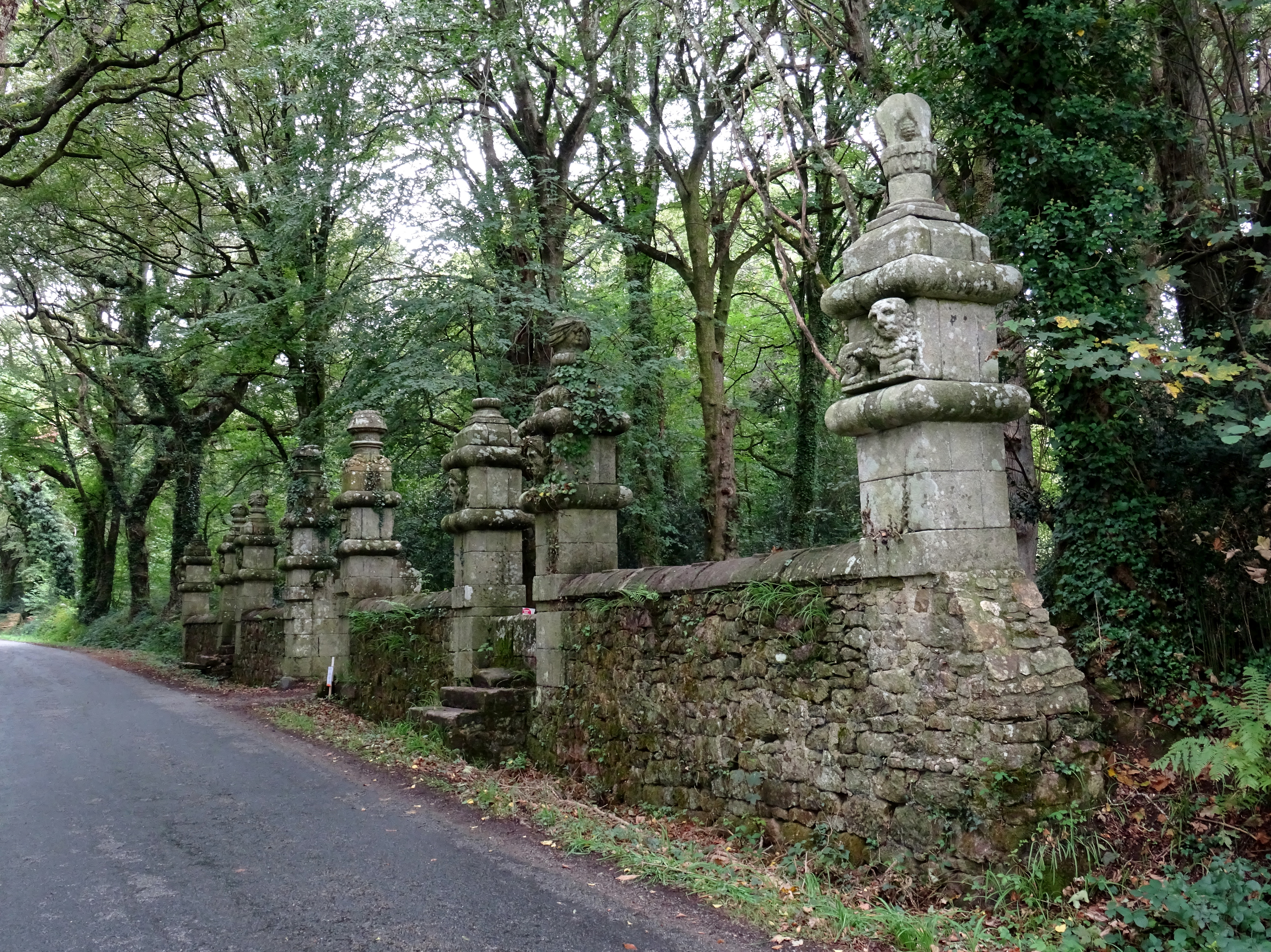
Le portail monumental du château de la Coudraie (XVIIe siècle).
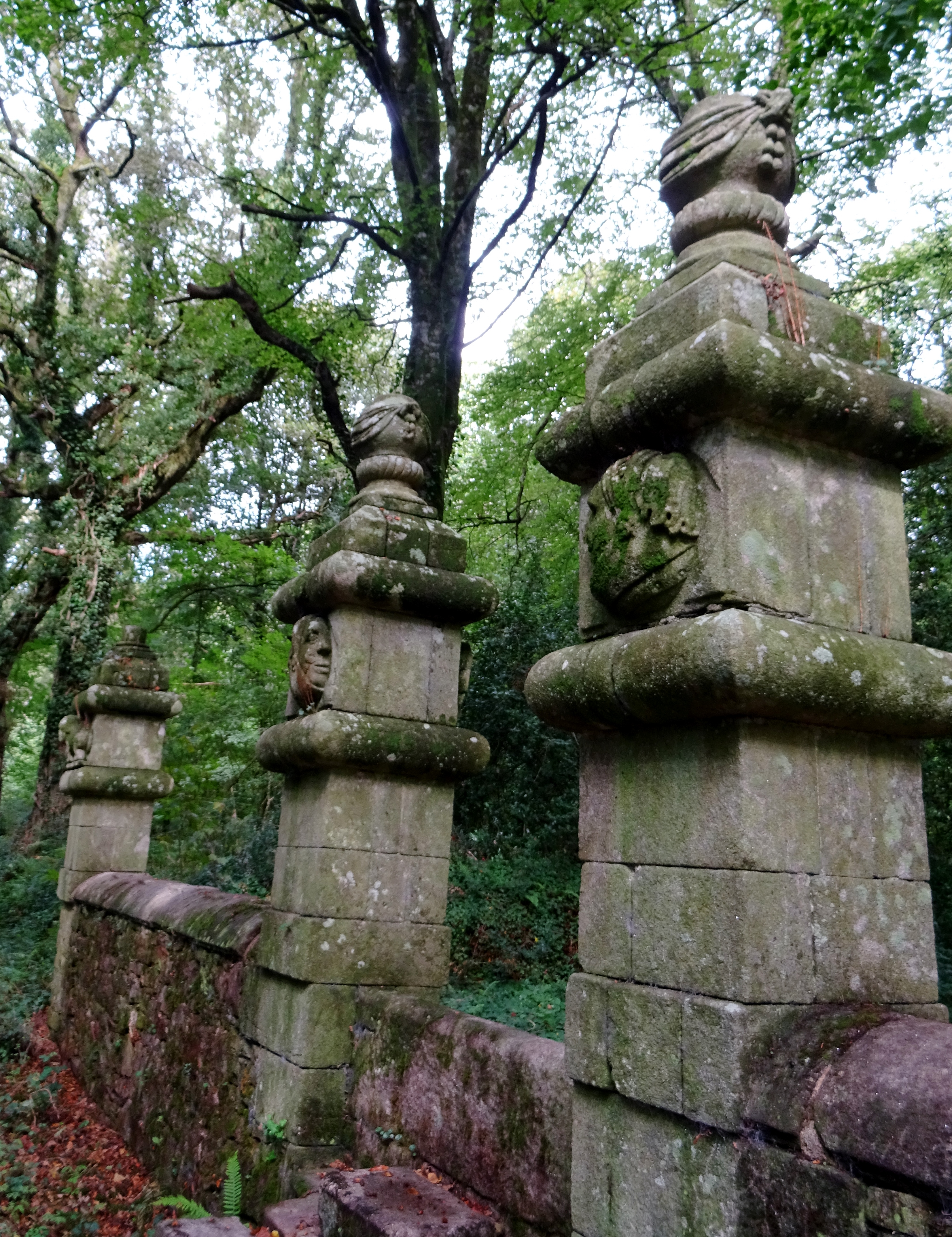
Vue partielle du portail d'entrée monumental.
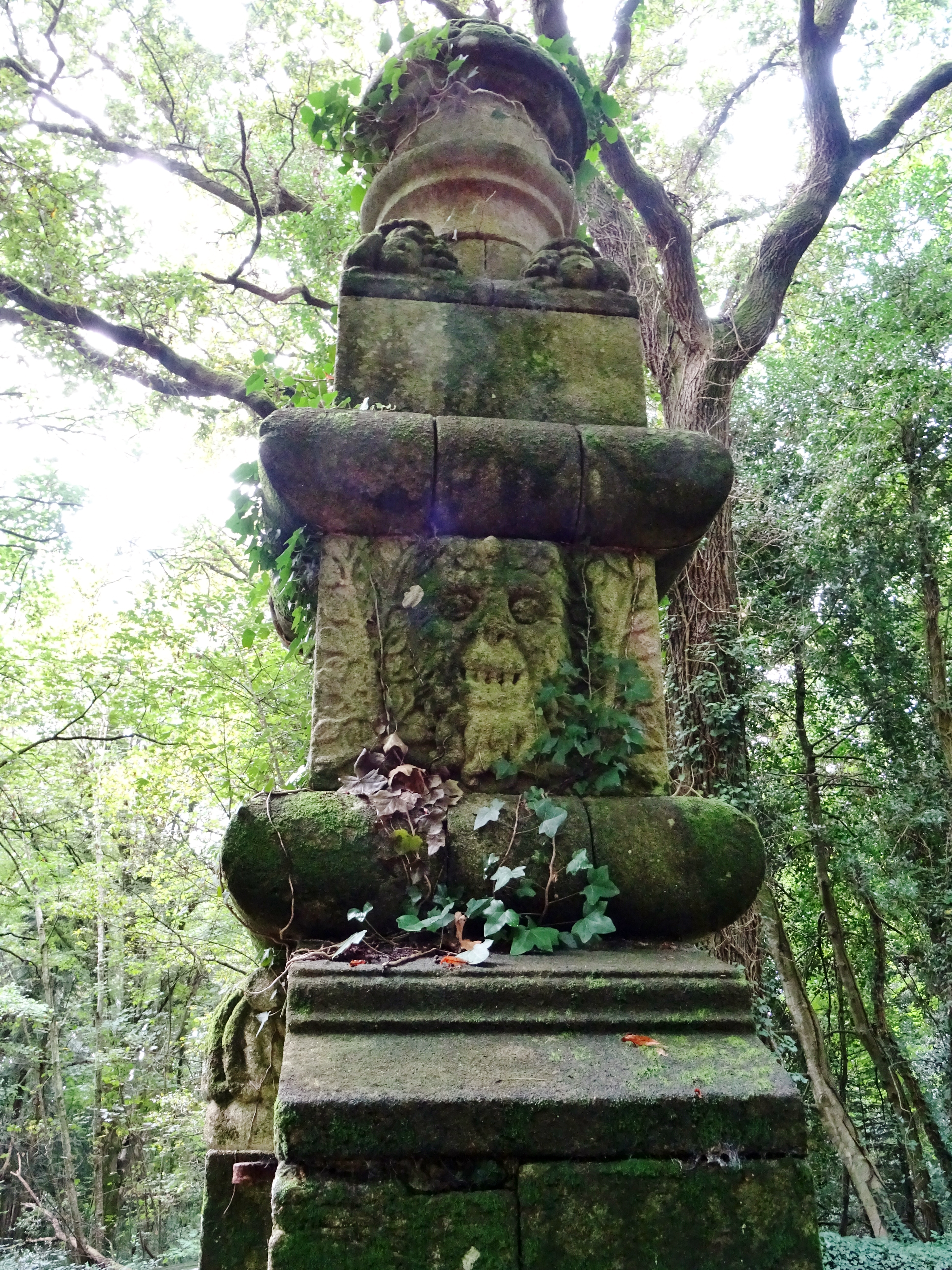
Détail de l'un des piliers du portail monumental avec une tête de monstre sculptée.
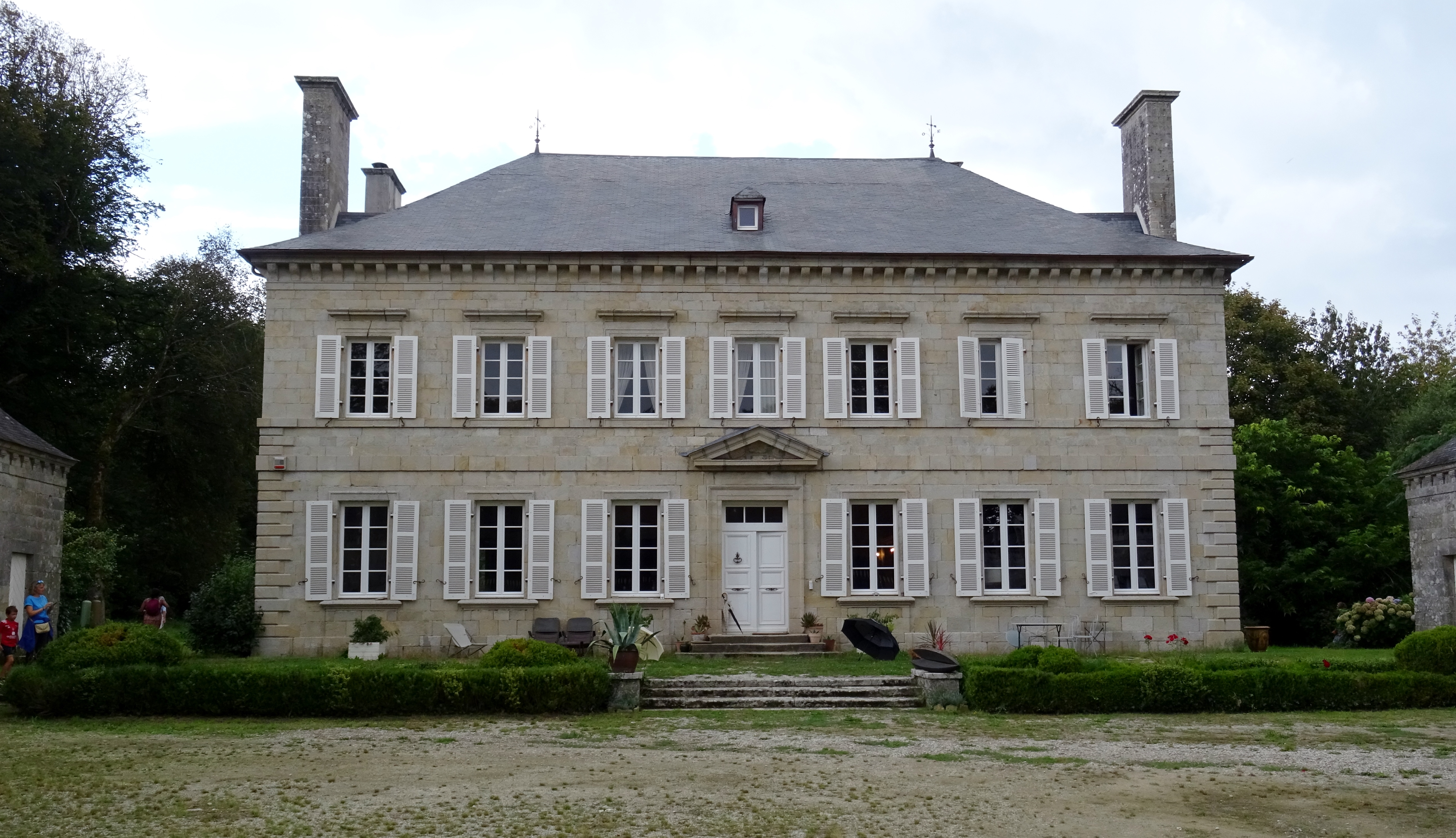
L'actuel manoir de la Coudraie (début XIXe siècle) : vue extérieure d'ensemble (façade avant).
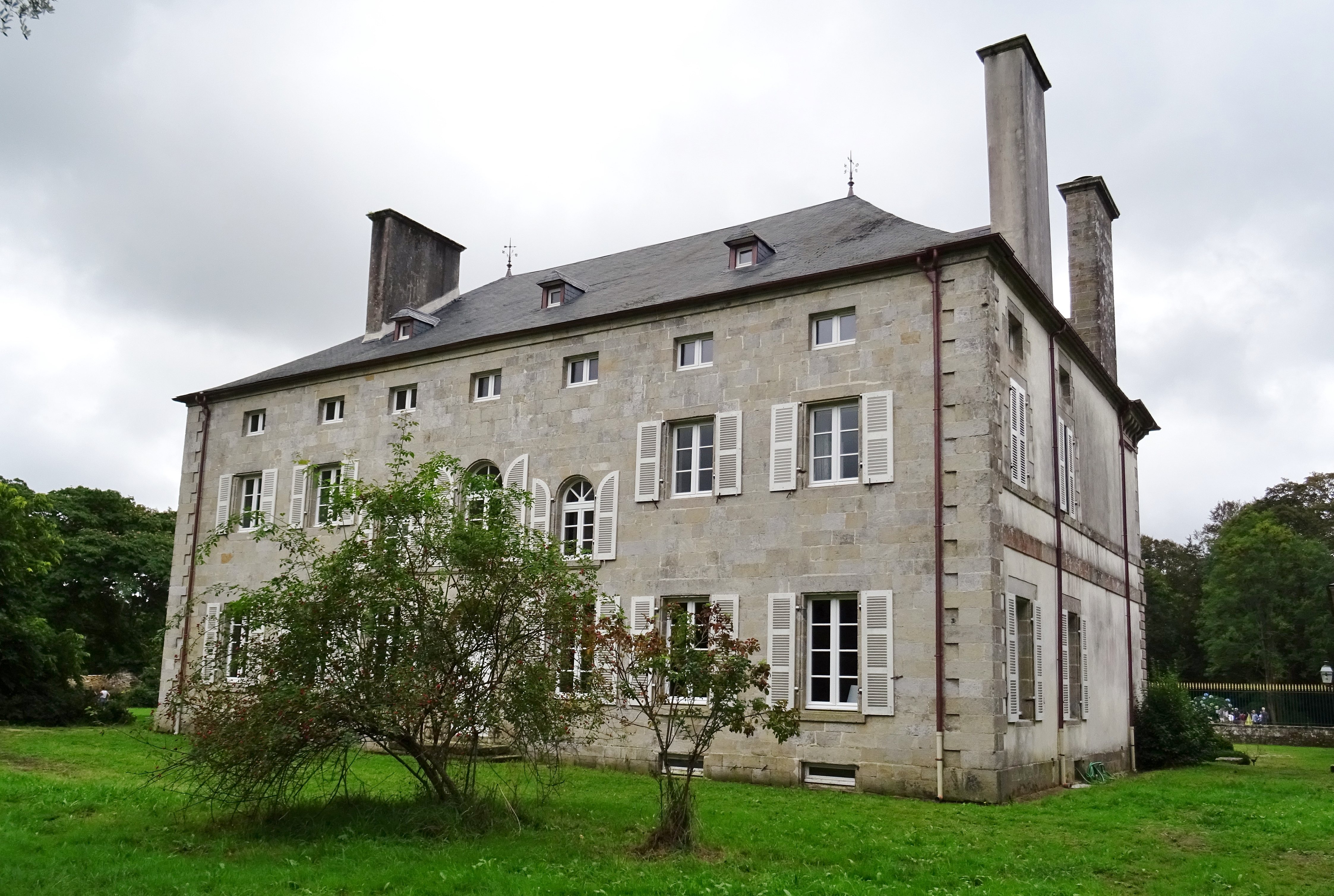
Le manoir de la Coudraie : vue d'ensemble de la façade arrière.
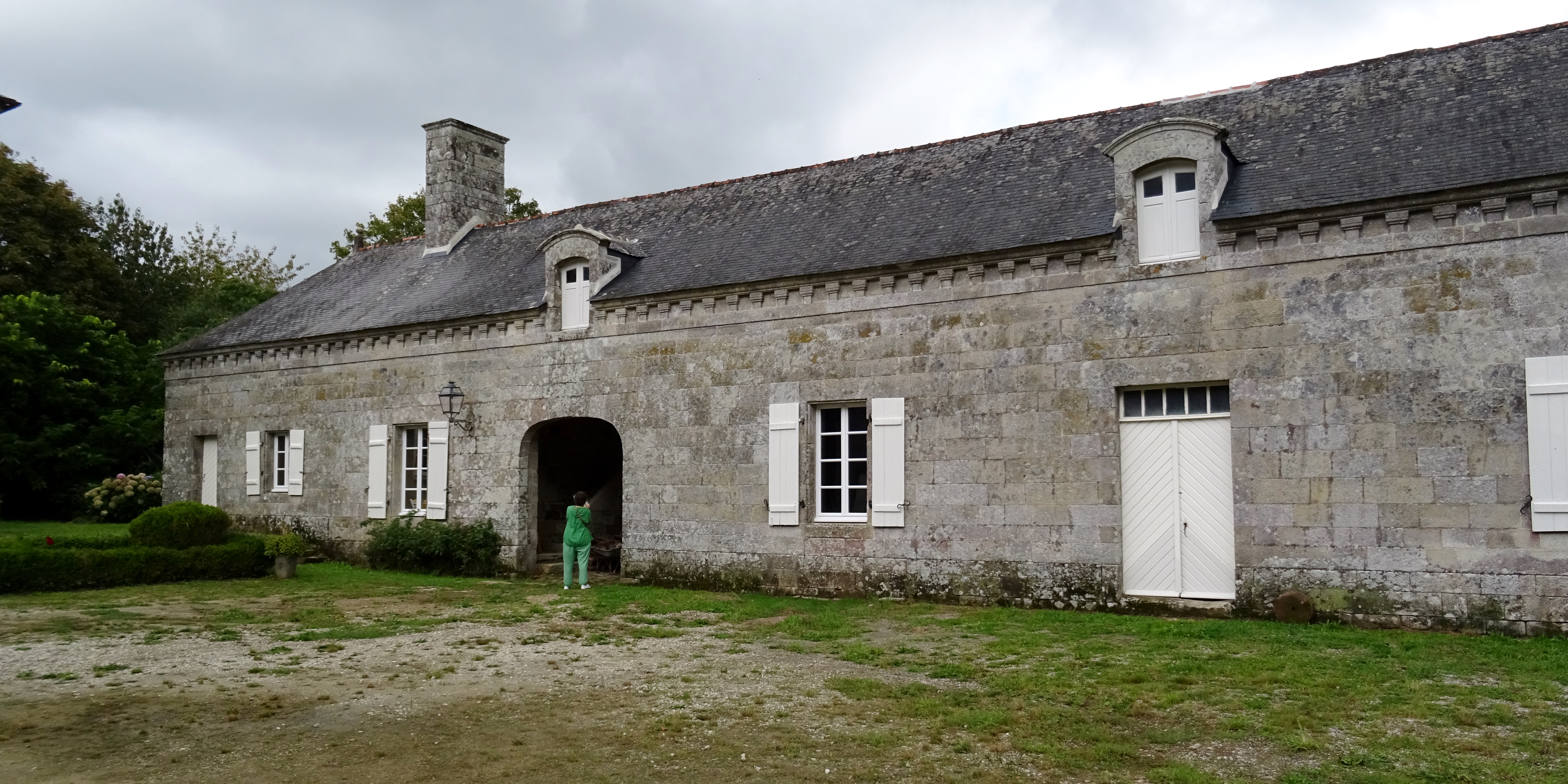
Dépendances du manoir de la Coudraie (début XIXe siècle).
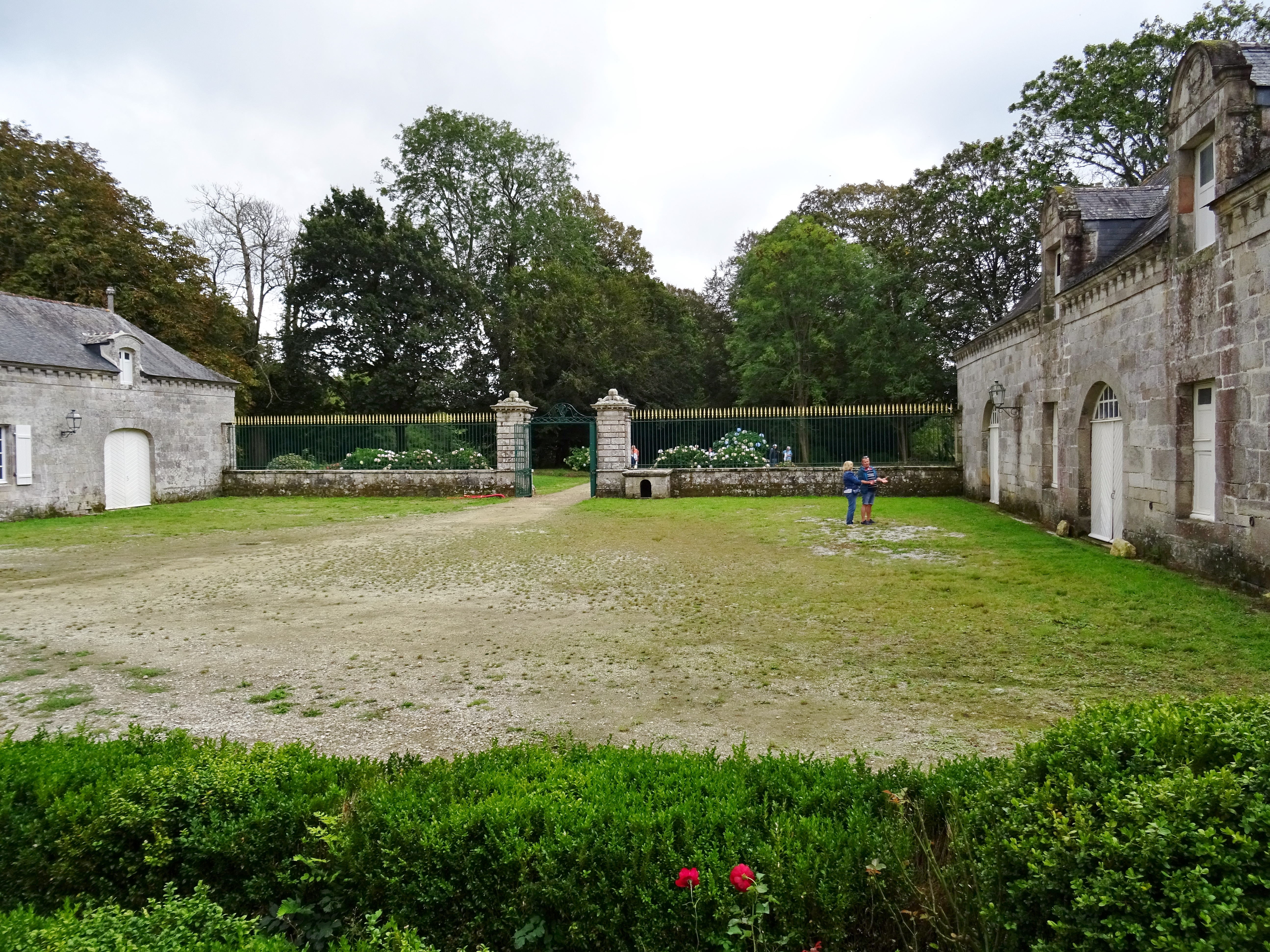
Manoir de la Coudraie, cour intérieure et grille d'entrée.

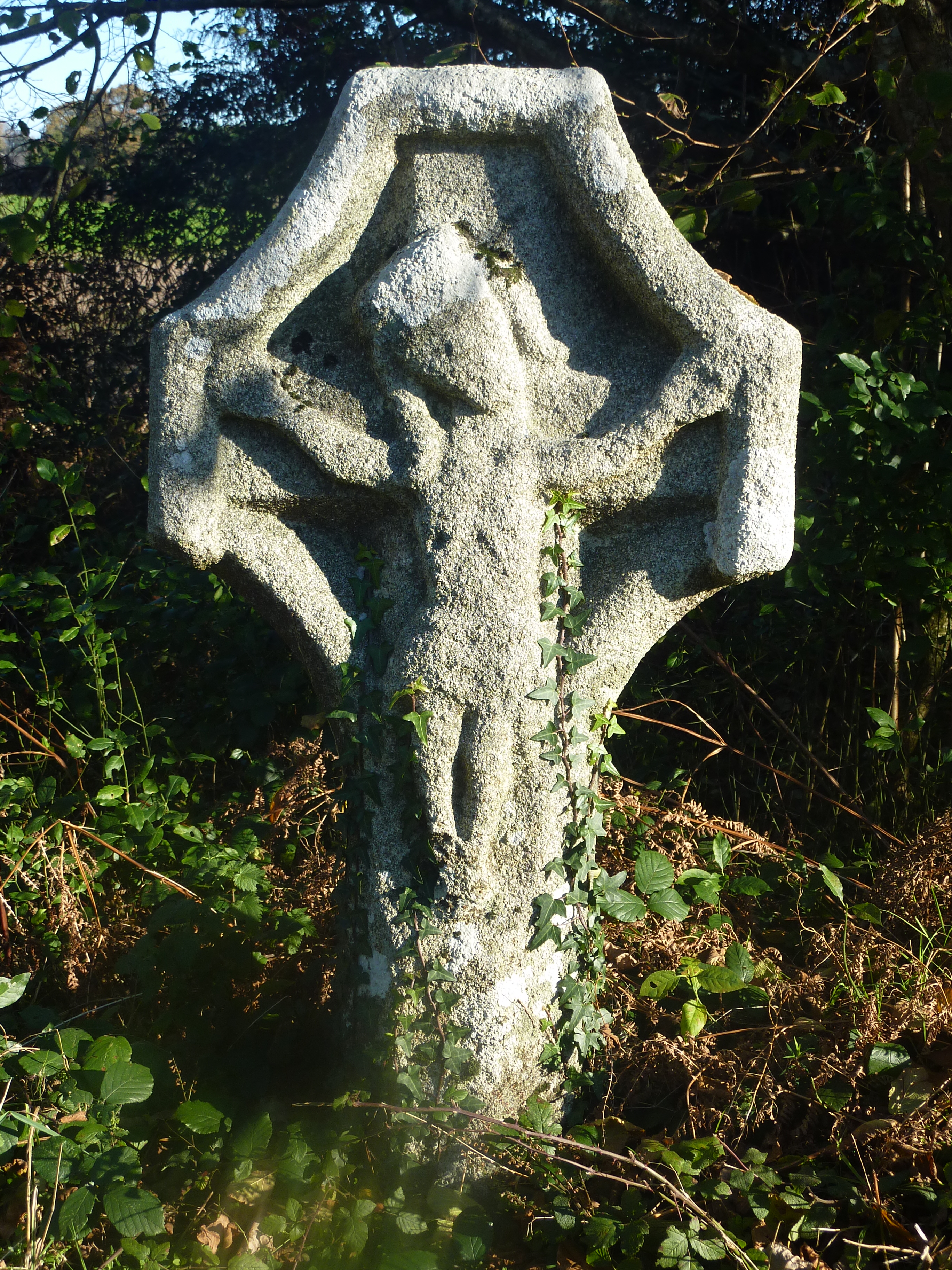
La croix sculptée de Kerautret-Kerguillec.

- La croix au carrefour de Kéryennec et Penker-Kéryennec.
- La croix sculptée et le lavoir de Kérautret.
- La fontaine de Kerlagadec.
- Le four à pain de Kerguillec.

### Sites
- L'ancienne voie ferrée de Quimper à Pont-l'Abbé reconvertie en voie verte et sentier de randonnée entre Pont-l'Abbé et Pluguffan.

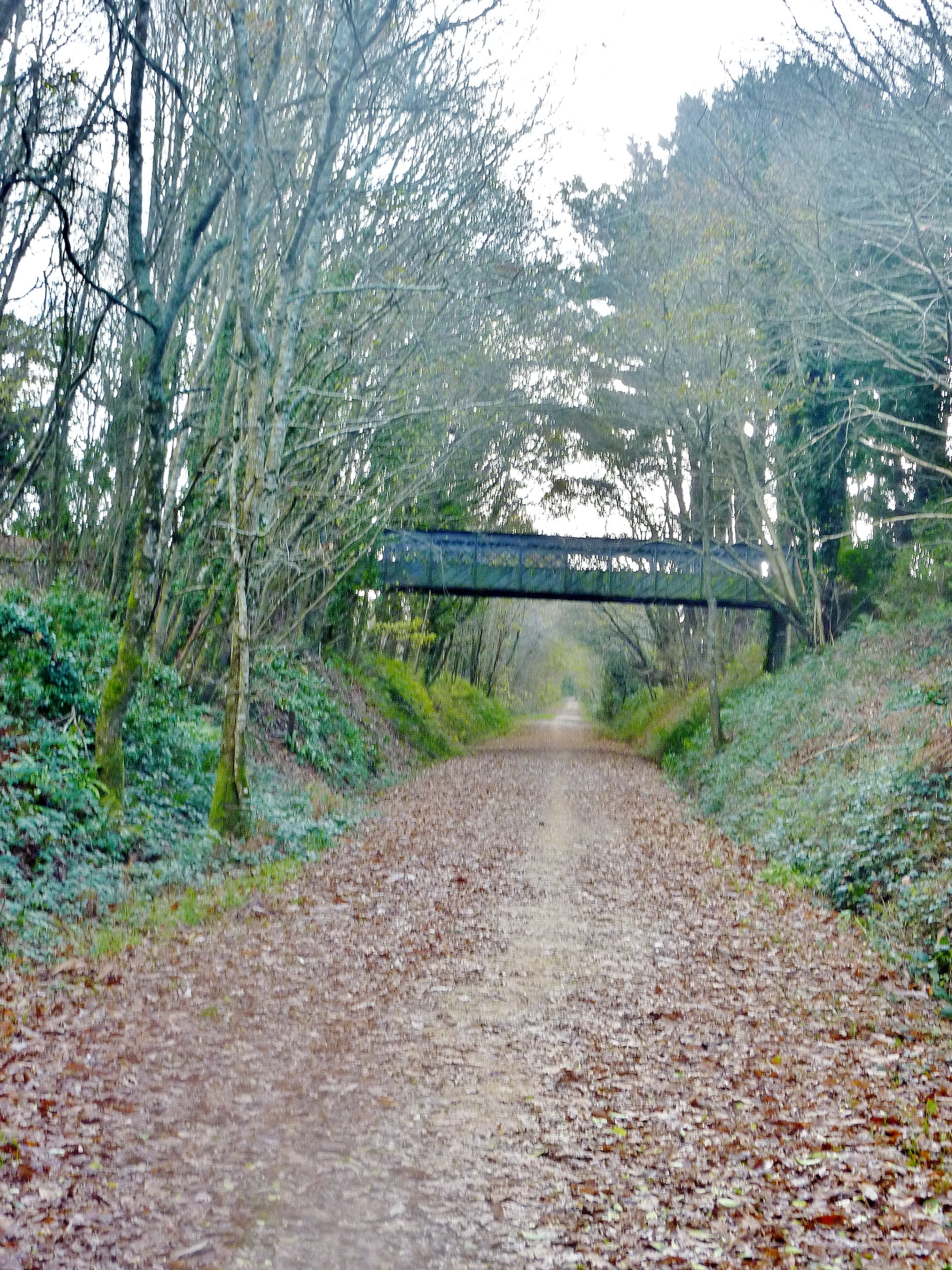
Tréméoc : l'ancienne voie ferrée Quimper-Pont-l'Abbé reconvertie en voie verte.

- Le sentier du tour du Plan d'eau du Moulin Neuf (7 km)

## Événements
Fest-noz le 17 juillet.

## Personnalités liées à la commune
- Charles-Joseph Mascarennes, chevalier de Rivière, né le 4 novembre 1738 au château de la Coudraie en Tréméoc, contre-amiral, décédé le 24 juin 1812 en exil à Londres.

## Légende
- La « légende de Toul-ar-Serpant » en Tréméoc[62].